# 페르시아만의 이름에 대한 논쟁

명칭 논쟁의 대상이 되는 이 수역과 접하고 있는 나라들의 위치

페르시아만의 이름에 대한 논쟁은 역사적, 국제적으로 페르시아만(영어: Persian Gulf, 페르시아어: خلیج فارس)이라고 알려진 수역의 이름에 대한 논쟁이다. "페르시아만"은 서양 세계에서 이란을 가리키던 옛 이름인 페르시아에서 유래된 이름이다. 몇몇 아랍 세계 국가들에서는 1960년대부터 등장한 범아랍주의, 아랍 민족주의를 계기로 이 수역을 "아라비아만"(영어: Persian Gulf, 아랍어: الخليج الفارسی) 또는 "걸프"(영어: Gulf)라고 부르고 있으며 상당수 아랍 세계 국가들 사이에서도 이 용어를 사용한다.

## 개요

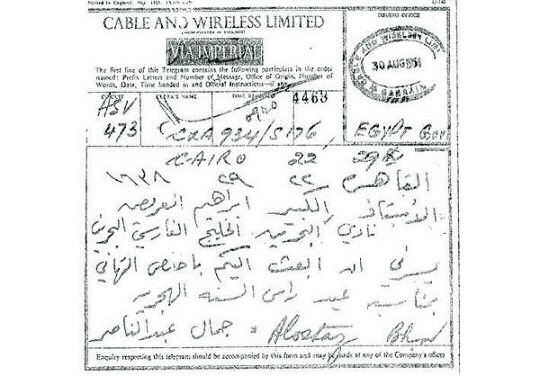
이집트의 가말 압델 나세르 대통령이 바레인 정부에 전달한 공식 서한. 해당 서한에서는 "페르시아만"이라는 용어가 등장하는데 이는 나세르에 의해 범아랍주의가 등장하기 이전에 작성되었다.

1960년 이전에 인쇄된 거의 모든 지도와 대부분의 현대 국제 조약, 문서 및 지도에서 이 수역은 "페르시아만"이라는 이름으로 알려져 있었다. 이는 고대 그리스의 지리학자인 스트라본과 클라우디오스 프톨레마이오스 이후의 전통적인 용례, 그리고 페르시아만의 아라비아 반도 연안과 북부 해안선 전체에 걸친 지방 정부를 소유했던 강대국인 페르시아 제국이 존재했던 당시의 지정학적인 현실을 반영한다. 10세기에 활동했던 아라비아의 기독교 작가인 아가피우스를 비롯한 아라비아의 역사학자들, 지리학자들 사이에서 쓰여진 문헌에서도 페르시아만이라는 이름을 사용했다.

작가인 필립 콜, 마라 코젤스키, 나흐만 벤예후다에 따르면 "1955년에 《바레인의 소리》가 바레인 주재 영국인 고문이었던 찰스 벨그레이브가 '아라비아만'이라는 명칭을 사용하고 이를 옹호한 최초의 서양인이라고 선전했다."고 한다. 제임스타운 재단의 마한 아베딘에 따르면 아랍 세계 국가들이 1960년대까지 "페르시아만"이라는 용어를 사용했다는 사실에 동의한다. 그러나 최근 10년 동안 아랍 민족주의가 대두되면서 페르시아만과 접해 있는 나라들을 포함한 일부 아랍 국가들은 이 수로를 지칭하기 위해 "아랍만" 또는 "아라비아만"(아랍어: الخليج العربي)이라는 용어를 광범위하게 사용하였다. 알자지라 잉글리시의 수석 진행자인 테이무르 나빌리는 "아이러니컬하게도 변화를 위한 운동의 주요 요인 중에서는 1973년에 일어난 아랍권 국가들과 이스라엘 간의 욤키푸르 전쟁 시기에 미국에 우호적이었던 이란이 이스라엘을 지지했다는 아랍인들의 인식이 있었다."고 밝혔다. 1979년에 일어난 이란 혁명은 영어를 사용하는 서양 세계의 정치적, 경제적 우선 순위에 대한 이란의 영향력 감소와 함께 지역 정치와 대부분 석유 관련 사업에서 아랍 국가들의 새로운 대체 명칭 관습인 "아라비아만"의 수용을 증가시켰다.
1534년에 일어난 오스만 제국의 바그다드 점령을 계기로 터키는 페르시아만의 선두에 위치한 바스라항을 통해 인도양에 접근할 수 있게 되었다. 이것은 게라르두스 메르카토르의 초기 지도 제작 노력과 일치했다. 게라르두스 메르카토르가 1541년에 제작한 지구의는 최신 정보를 제공을 시도하면서 걸프만을 "페르시아만, 현재는 바스라해"(라틴어: Sinus Persicus, nunc Mare de Valsera)라고 명명했다. 그러나 게라르두스 메르카토르가 1569년에 제작한 세계 지도에서는 "메센딘해"(라틴어: Mare di Mesendin, 현재의 오만에 위치한 무산담반도에서 유래됨)로 바뀌었다. 게라르두스 메르카토르의 경쟁자였던 아브라함 오르텔리우스는 1570년에 제작된 세계 지도책에서 "카티프해, 옛 페르시아만"(라틴어: Mare El Catif, olim Sinus Persicus, 아라비아반도의 항구 도시인 카티프에서 유래됨)이라고 표기했고 만의 입구는 "바스라 해협"(라틴어: Basora Fretum, 현재의 호르무즈 해협)이라고 명명했다. 이러한 혼란 속에서 17세기에 점차 옛 이름이 재등장했지만 터키는 오늘날에도 여전히 "바스라만"(튀르키예어: Basra Körfezi)이라는 이름을 사용하고 있다.
1830년대 후반에 페르시아만의 수로 통제를 시도했던 영국은 1840년에 런던에서 발행된 《타임스 저널》(Times Journal)을 통해 "영국해"(라틴어: Britain Sea)라고 명명했지만 이 명칭은 다른 맥락에서 사용된 적이 없다.

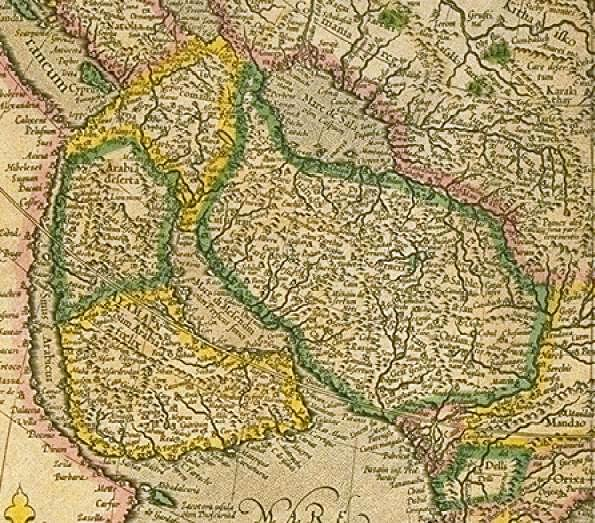
1595년에 게라르두스 메르카토르가 제작한 지도. 페르시아만은 "메센딘해, 옛 페르시아만"으로, 홍해는 "아라비아만"으로 표기되었다.
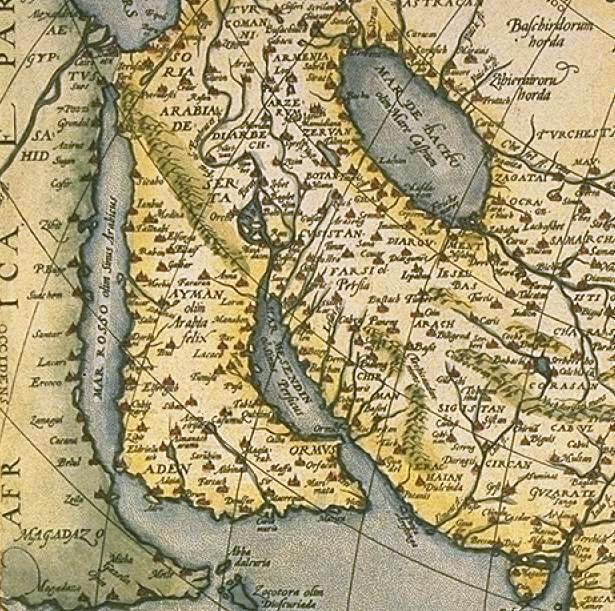
아브라함 오르텔리우스가 제작한 지도. 페르시아만은 "메센딘해, 옛 페르시아만"으로 표기되었다.

## 제안된 대안들
이 문제는 내부 문헌 뿐만 아니라 다른 국가와 국제 기구와의 거래에서도 특정 정부들에 의해 경쟁적인 명명 규칙이 지원되고 있기 때문에 여전히 논쟁의 여지가 많다. 일부 단체들은 "걸프"(영어: The Gulf) 또는 "아라비아페르시아만"(영어: Arabo-Persian Gulf)과 같은 용어를 사용한다.
1979년에 일어난 이란 혁명 이후에 이슬람교 단체에서 "이슬람만"(영어: Islamic Gulf) 또는 "무슬림만"(영어: Muslim Gulf)이라는 용어의 사용을 제안하는 사람들이 있었다. 이슬람만이라는 용어의 유래는 알려지지 않았지만 일부 사람들은 루홀라 호메이니, 메디 바자르간, 사데그 할할리 등 이란 이슬람 공화국 초기의 유명 인사들이 이러한 제안을 지지했을 수도 있다고 추측한다. 사데그 할할리는 1979년 5월에 아랍에미리트를 방문하여 '무슬림만'이라는 용어를 제안했다. 하지만 이 발상은 이란-이라크 전쟁을 계기로 폐기되었다.
아랍권 국가에서는 "걸프"(영어: Gulf)와 "아라비아만"(영어: Arabian Gulf)이라는 용어를 선호한다.
"걸프"는 걸프 협력 회의(GCC) 국가들에서 "아라비아만" 또는 다른 많은 곳에서 "페르시아만"이라고 언급된 수역을 가리킨다. — 걸프 협력 회의(GCC), 걸프 지역 국가에 관한 목록

## 이란의 관점
이란은 '페르시아만'이라는 용어만 사용하며 보통 '아라비아만'이나 '걸프' 또는 다른 대안으로 언급될 때 이 명칭을 인정하지 않는다. 이란은 후자를 공정한 관습으로 여기지 않으며 이를 역사적 명칭을 포기하는 데에 적극적인 기여로 보고 있다. 또한 이란은 페르시아만을 '아라비아만'이라고 표기한 수입 제품에 대한 통관을 허용하지 않는다.
이란의 마지막 군주였던 모하마드 레자 팔라비는 1974년에 마이크 월리스 기자와 가진 미국 CBS의 탐사 보도 프로그램 《60분》 인터뷰에서 페르시아만이라는 용어를 선호했다. 이란 정부는 2010년 2월에 외국 항공사, 특히 걸프 지역 항공사들에 대해 "페르시아만"이라는 용어를 사용하지 않으면 자국 영공 통과를 허용하지 않겠다고 위협했다. 2011년에는 이란의 마무드 아마디네자드 대통령이 유엔 총회 기간 동안에 가진 연설에서 "이란과 아라비아반도 사이에 위치한 바다의 정확한 명칭은 페르시아만뿐이다."라고 말했으며 다른 명칭의 사용은 "불법적이고 공허한 일"이라고 일축했다.
이란 정부는 4월 30일을 "페르시아만의 날"로 공식 지정했다. 이 기념일은 1622년에 페르시아의 군주였던 아바스 1세가 호르무즈 해협에서 포르투갈 해군을 성공적으로 추방시킨 군사 작전이 일어난 날과 일치한다. 이란 정부는 모하마드 하타미 전 대통령이 주재한 문화혁명고등평의회가 지난 2009년에 특정 아랍 국가들이 페르시아만의 이름을 바꾸려고 시작한 캠페인이 이러한 결정의 원동력이었다고 언급했다. 이란 우체국은 이 날을 기념하는 우표를 연달아 발행했다.

## 아랍 세계의 관점
페르시아만과 인접한 아랍 세계 국가들은 '아라비아만'이라는 용어의 사용을 선호한다.
사우디아라비아의 역사학자인 압델 칼레크 알자나비는 "이븐 할둔이나 알리 이븐 알아티르와 같은 아리바아의 역사학자들과 역사책이 간직해 온 것이 바로 '페르시아만'이라는 이름이다. 이는 20세기 초반부터 이 지역을 지배했던 영국인들과 걸프의 지도자들 사이에 체결된 조약에 포함되어 있다. 과학적이고 역사적인 관점에서 볼 때 알렉산드로스 3세 대왕 시대부터 페르시아만으로 불렸다."고 설명했다. 그는 로마인들이 '아라비아만'이라고 이름 붙인 것은 "근거가 없는 것"이라며 "가말 압델 나세르가 집권하고 아랍 민족주의가 부상할 때까지 상황은 변하지 않았다. 그 후 아랍인들은 '아라비아만'이라는 이름을 사용하기 시작했다."고 설명했다.
바레인의 작가인 후세인 알바하르나는 바레인의 신문 《알와사트》와의 인터뷰에서 "아라비아만을 페르시아만으로 명명하는 문제를 놓고 논쟁을 벌이게 된 이유 가운데 하나는 홍해가 당시 '아라비아만'으로 명명되었기 때문이었다. 아라비아만이 아라비아만으로 명명되는 것을 막고 대신 페르시아만이라는 이름이 일반화되었다."고 설명했다. 압델하디 타지, 아흐마드 알사라프, 압델릴라 벤키란, 압둘 모넴 사이드, 압둘 칼리크 알자나비, 카라다위, 마흐디 오마르 전 이집트 국방위원회 제1부부장을 비롯한 유명한 학자들과 정치 및 종교 지도자들은 최근 수십년 동안 이 문제에 대해 "페르시아만의 정확한 명칭과 명칭 변경에 대한 명분 부족"을 거론했다.

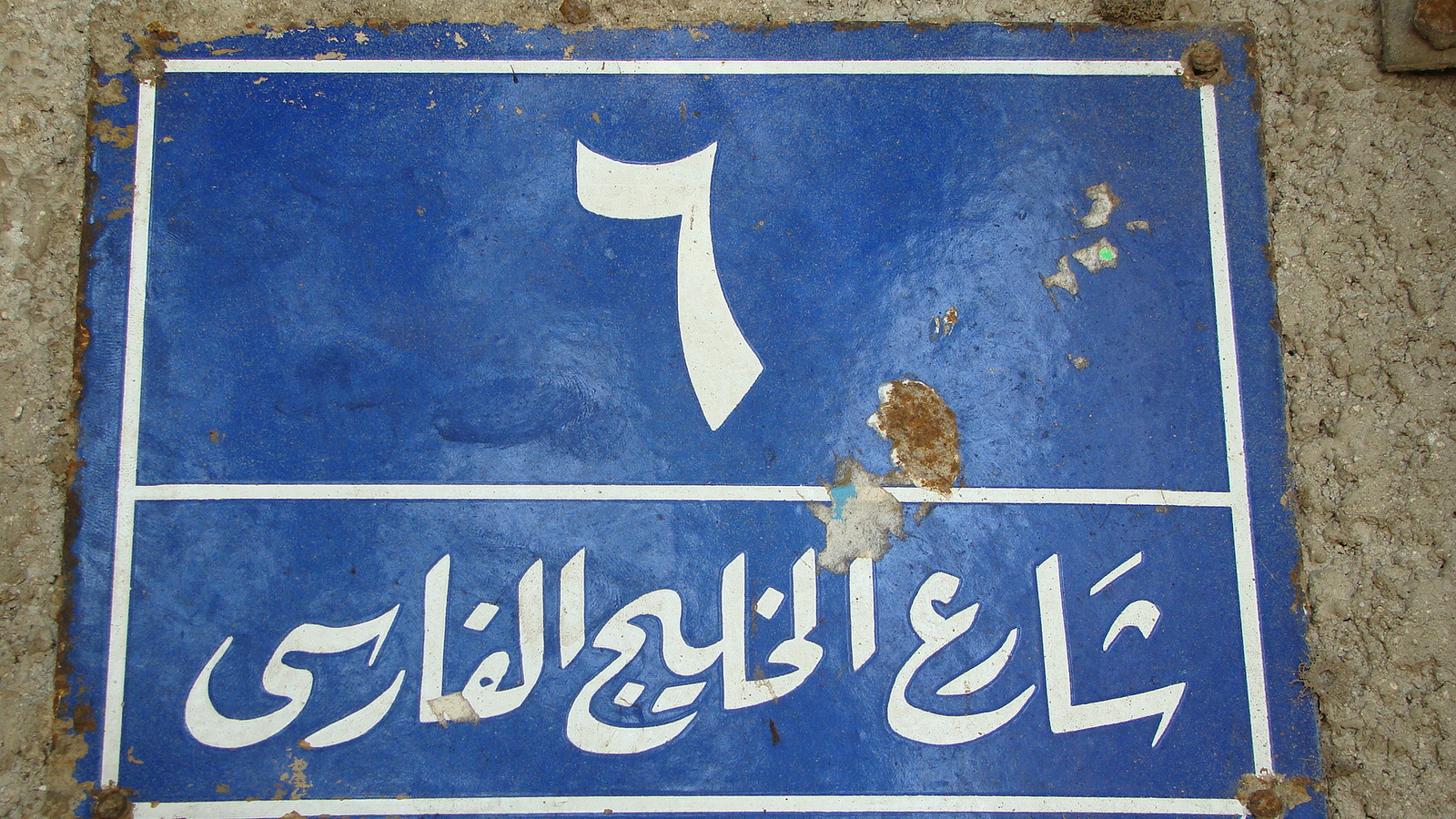
이집트 카이로에 위치한 페르시아만 거리 (아랍어: شارع الخليج الفارسي)
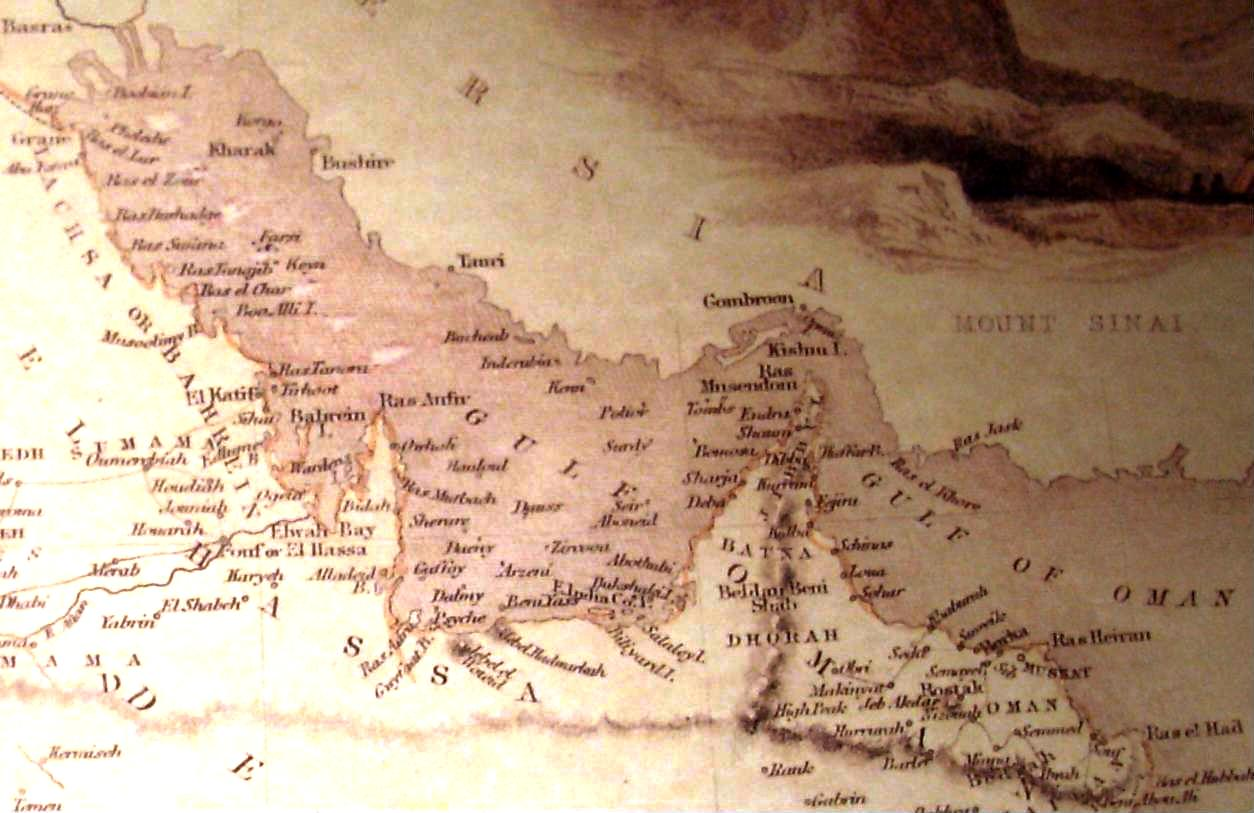
아랍에미리트 두바이에 위치한 사이드 알막툼 하우스에 전시된 페르시아만의 역사적 지도. "페르시아만"의 '페르시아' 부분이 지워져 있다.

## 제3자의 관점

### 유엔
《페르시아만의 명칭에 관한 문서집》(92쪽 ~ 98쪽)에 따르면 유엔 사무국과 산하 전문 기구들은 직원들에게 "페르시아만"만을 표준 지리적 명칭으로 사용할 것을 요청했다.
유엔 지명 전문가 그룹은 2006년 3월 28일부터 4월 4일까지 오스트리아 빈에서 열린 제23차 회의에서 지명 문제를 논의했다. 회의 보고서에 따르면 "1890년까지 발간된 기존 역사 지도 6,000여 점 중에 '바스라만', '카티프만', '아라비아만' 등의 명칭을 언급한 지도는 3점뿐이며 이외에 지역 활용도가 높은 해안가에 위치한 소형 만 이름도 '차바하르만', '시라프만', '바스라만', '카티프만', '바레인만'과 같이 표기할 수 있다는 점이 흥미롭다. 하지만 페르시아만 전체에는 그러한 이름이 적용되지 않는다. 앞에서 말한 3개의 지도에 대한 아랍인들의 홍보 활용은 모두 '페르시아만'이라고 불렀던 이라스투스에서 헤로도토스까지, 이스타흐리에서 이븐 하우칼까지 이르는 6,000여 점의 지도, 200여 권에 달하는 역사·관광 서적과 비교했을 때 그 어떠한 가치도 결여되어 있을 것이 분명하다."고 설명했다.
이 보고서는 또한 "역사적 행위와 지도에 등록된 명칭의 변경, 파괴 또는 대체는 고대 작품의 파괴와 같으며 부적절한 행동으로 간주된다. 그러므로 독특한 역사적 정체성으로부터 이익을 얻고 있는 지리적 특징의 명칭은 정치적, 부족적, 인종적 목적에 도달하거나 국익과 타인의 가치와의 충돌에 정치적 도구로 이용되어서는 안 된다."고 지적했다. 이 보고서는 마지막으로 "그동안 페르시아만의 명칭은 전 세계의 살아있는 모든  언어와 전 세계 모든 나라들의 언어로 인정되어 왔음을 언급할 만한 가치가 있는데 이 명칭을 '이란해'라고 명명하는 것은 사람들의 언어로 '페르시아만'이라고 명명하는 것과 같다. 페르시아만의 아랍 형제들조차 그들만의 간극을 가지기 위해 역사적 명칭을 변경할 필요가 없었는데 그것은 현재 '홍해'(Bahr Ahmar)라고 부르는 역사적·지리적 작품과 그림에서 이전에 언급된 그들 자신의 이름 사이에 간격이 있었기 때문이다."라고 지적했다.

### 국제 수로 기구
국제 수로 기구(IHO)는 1953년에 발간된 《국제 수로 기구 표준 S-23(해양과 바다의 경계)》 제41절에서 이 수역에 대해 "페르시아만"(Persian Gulf)이라는 명칭을 사용한다.

### 미국
미국 국가지리정보국에서 운영하는 지오넷 지명 서버(GEOnet Names Server, GNS)는 미국 지명위원회(BGN)가 허가한 "모든 외국 지명 표준 절차의 공식 저장소"이다. 지오넷 지명 서버는 다른 언어로 "페르시아만"을 가리키는 14개의 다양한 이름인 '아잠만', '바스라만', '아라비아만', '아라비아페르시아만', '파르스만', '파르시만' 등을 나열한다.
미국 의회도서관 연방연구부가 1993년에 발간한 《페르시아만 국가에 관한 연구》(Persian Gulf States Country Studies)에서 저자들은 "쿠웨이트, 카타르, 아랍에미리트, 오만, 바레인을 비롯한 아랍권 국가들의 정부가 '페르시아만'이라는 용어를 공식적으로 거부하고 '아라비아만'이라는 용어를 사용한다는 사실을 인정하면서도 '페르시아만'을 사용하는 미국 지명위원회의 관행을 따르고 있다."고 판단했다.
1991년경부터 미국이 페르시아만 아랍권 국가들과 간의 협력을 증진하면서 미국의 여러 군부대에서는 회원들에게 지역 규약을 준수하기 위하여 해당 지역에서 활동하는 동안에는 '아라비아만'을 사용하도록 지시했다. 반면 '페르시아만'은 여전히 공식 간행물과 웹사이트에서 사용되고 있다. 바레인에 본부를 둔 미국 해군 제5함대에서는 '아라비아만'이라는 용어를 사용하는 관행을 따르고 있다.
본부가 위치한 바레인과 이 지역의 다른 걸프 협력 회의 파트너들이 선호하는 용어를 사용할 수 있도록 연대와 지지를 보내는 일반적이고 친근한 제스처로 인식되고 있다. — 미국 해군 제5함대 대변인

### 지도책과 그 외의 매체

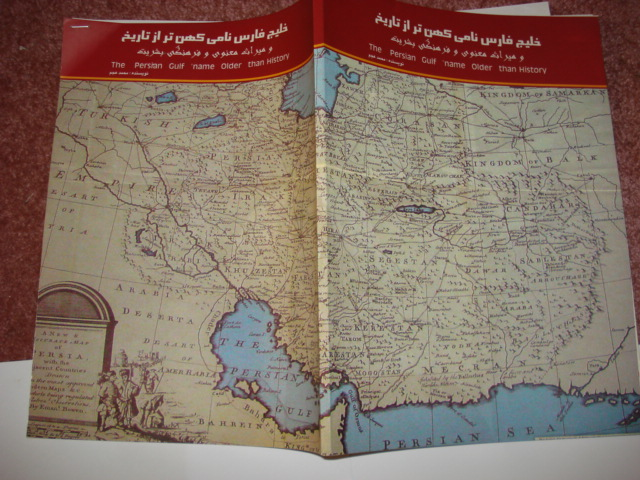
페르시아 지도

내셔널 지오그래픽 협회는 이 수역을 가리키는 용어로 '페르시아만'을 사용하고 있다. 내셔널 지오그래픽 협회는 2004년에 '아라비아만'을 '페르시아만'의 대체 이름(괄호 안에 작은 글씨로 표기함)으로 사용한 《내셔널 지오그래픽 세계 지리 지도책》(National Geographic Atlas of the World)의 신판을 발행했는데 많은 이란인들, 특히 인터넷 사용자들과 이란 학술원의 거센 항의를 초래했다. 특히 이란 정부는 이 문제에 대처하기 위하여 이란 내에서 해당 간행물의 배포를 금지하는 명령을 내렸다. 결국 내셔널 지오그래픽 협회는 2004년 12월 30일에 결정을 번복하고 지도책 업데이트를 발표했는데 괄호를 없애는 대신에 "역사적으로, 그리고 가장 일반적으로 페르시아만으로 알려져 있는 이 수역은 아라비아만이라고 부르기도 한다."라고 표기했다.
2000년에 미국의 통신사인 AP가 발행한 영어 문법 책인 《AP 스타일북》(AP Stylebook)은 "페르시아만은 오래 전부터 확립된 이름이자 최고의 선택이다. 일부 아랍권 국가들은 아라비아만이라고 부른다. 아라비아만은 직접 인용할 때에만 사용하고 본문에서 해당 수역이 페르시아만으로 보다 흔히 알려져 있다고 설명한다."라고 설명했다.
2004년에는 이란의 블로거인 펜다르 유세피에 의해 페르시아만 명칭 분쟁이 구글 폭탄의 주제가 되었다. 이는 수백 명의 블로거, 웹마스터, 페르시아 포럼이 이 링크에서 발견된 에러 도용 웹페이지에서 아라비아만이라는 단어와의 연계를 지적한 노력이었다.
일부 지도책과 언론은 페르시아만에 대해 형용사 없이 "걸프"(The Gulf)라고 지칭하는 것으로 받아들이고 있는데 영국 방송 협회(BBC)와 《타임스 아틀라스 오브 더 월드》(Times Atlas of the World)가 그 뒤를 잇고 있다. 이란은 이를 공정한 관습으로 여기지 않고 역사적 명칭을 포기하는 데에 적극적인 기여로 보고 있다. 2006년 6월에는 이란 정부가 페르시아만을 "걸프"라고 표기한 지도를 사용한 《이코노미스트》에 대해 같은 이유로 판매를 금지시켰다. 《이코노미스트》는 2010년 2월 18일에 보도한 〈이라크, 이란과 석유 정치: 조잡한 외교〉(Iraq, Iran and the Politics of Oil: Crude Diplomacy)라는 제목의 기사에서 이러한 행위를 반복했고 같은 글에서 아라비아만이라는 이름도 사용했다.
구글은 과거에 '페르시아만'과 '아라비아만'을 구글 지도에 모두 기재했었으나 2012년 5월 이후에 세계의 모든 곳을 명명하지 않고 어떠한 정치적인 입장을 취하지 않는다는 취지에서 이 수역을 가리키는 2개의 명칭을 모두 삭제했다. 이란 국민들은 이러한 변화에 불만을 표시하면서 "페르시아만은 어디에 있습니까?"라고 묻는 트위터 캠페인을 전개했다. 구글 어스는 걸프 연안 아랍권 국가들의 서버를 통해 접속하지 않는 이상 2개의 명칭을 계속 표시하며 이러한 경우에는 단순히 '아라비아만'이라고 표기한다.

### 스포츠 기구
페르시아만의 이름에 대한 논쟁은 스포츠 분야에서도 이어지고 있다. 원래 2009년 10월에 이란에서 열릴 예정이었다가 2010년 4월로 연기된 제2회 이슬람 연대 경기 대회는 아랍 세계 국가들과 이란이 대회 공식 로고와 메달에 '페르시아만'이라는 용어를 사용하는 것에 대해 합의하지 못하면서 대회 불참을 선언한 국가들이 속출함에 따라 취소되었다. 또한 이란 정부는 중국 광저우에서 열린 2010년 아시안 게임 조직위원회가 대회 개막식에서 '아라비아만'이라는 용어를 사용한 것에 대해 이란 주재 중국 대사를 초치해 항의하기도 했다.
2006년 8월에는 이란의 최상위 프로 축구 리그가 페르시아만이라는 명칭을 홍보하기 위하여 페르시안 걸프 프로리그(영어: Persian Gulf Pro League)로 명명되었다. 이란 축구 국가대표팀은 페르시아만의 이름을 둘러싼 논쟁 때문에 아라비안 걸프컵에 참가하지 않는다.
1973년에 UAE 축구 리그(UAE Football League)라는 이름으로 출범한 아랍에미리트의 최상위 프로 축구 리그는 2007년에 UAE 프로리그(UAE Pro-League)로 명칭이 바뀌었다. 2013-14 시즌을 앞두고 아랍에미리트의 최상위 프로 축구 리그 명칭이 UAE 아라비안 걸프 리그(UAE Arabian Gulf League)로 바뀌었고 리그컵, 슈퍼컵 명칭 또한 바뀌었다. 이러한 명칭 변경은 아랍에미리트의 인종 차별 행위를 고발한 이란, 자바드 네쿠남 선수에게 아랍에미리트의 축구 클럽 이적 금지 명령을 내린 이란 이슬람 공화국 축구 연맹에 의해 페르시아만 명칭 분쟁의 부활로 여겨졌다. 이와 비슷하게 아랍 걸프컵 축구 연맹(Arab Gulf Cup Football Federation)은 2016년에 페르시아만 아랍권 국가들을 위해 설립되었다.

## 사진

### 페르시아만 또는 이와 동등한 명칭

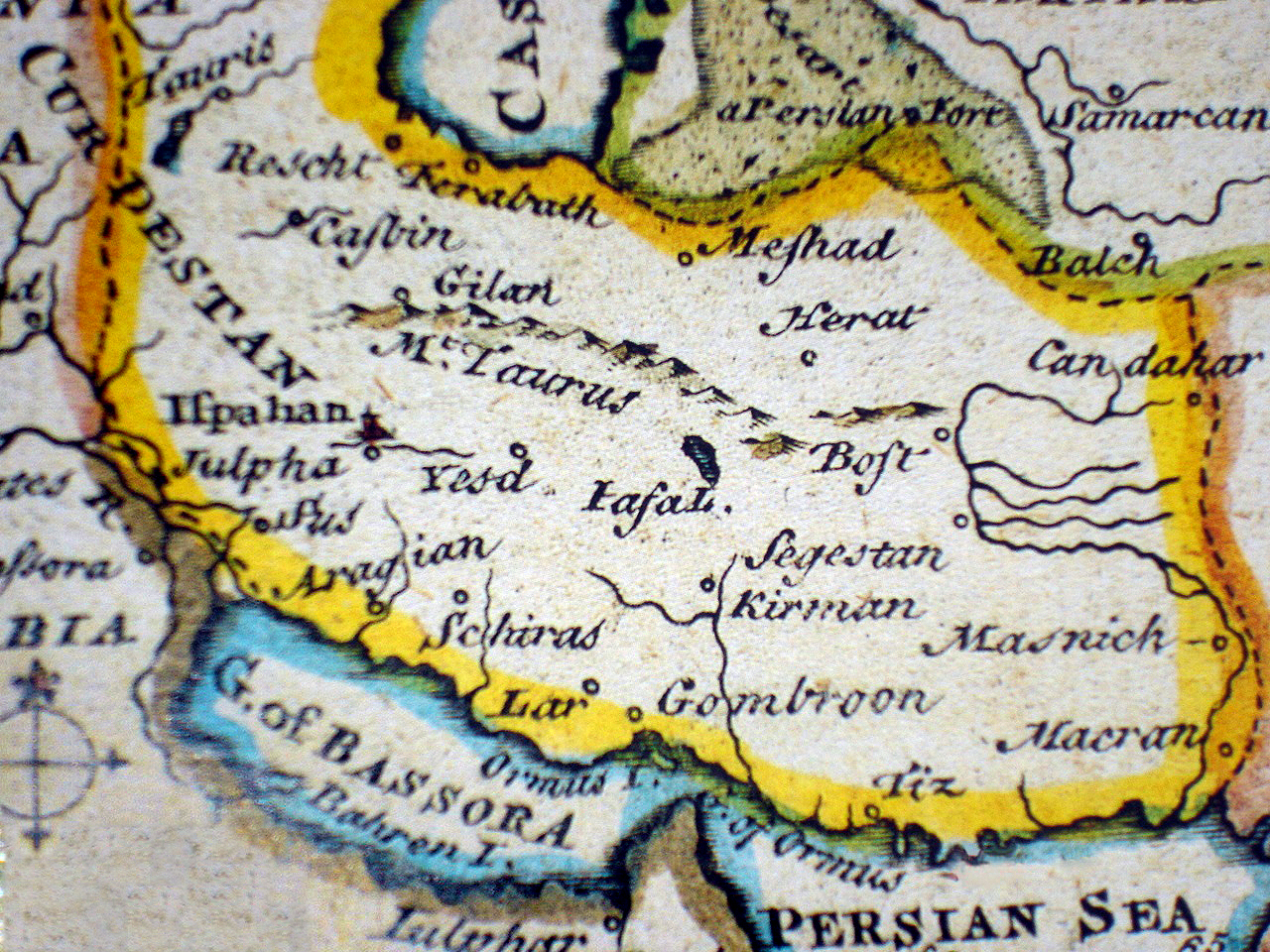
바스라페르시아해
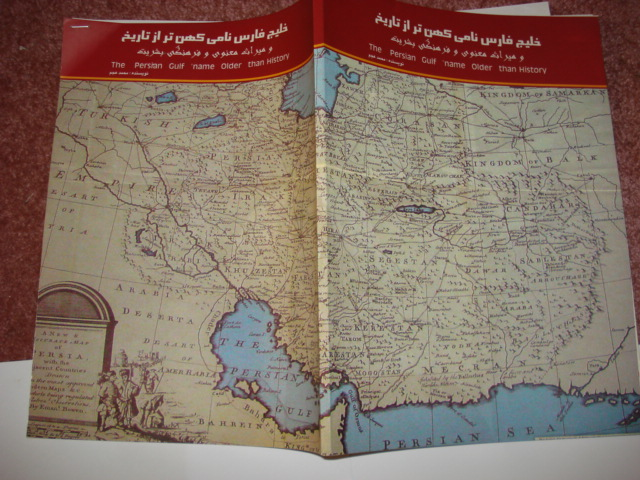
페르시아 마크란의 지도
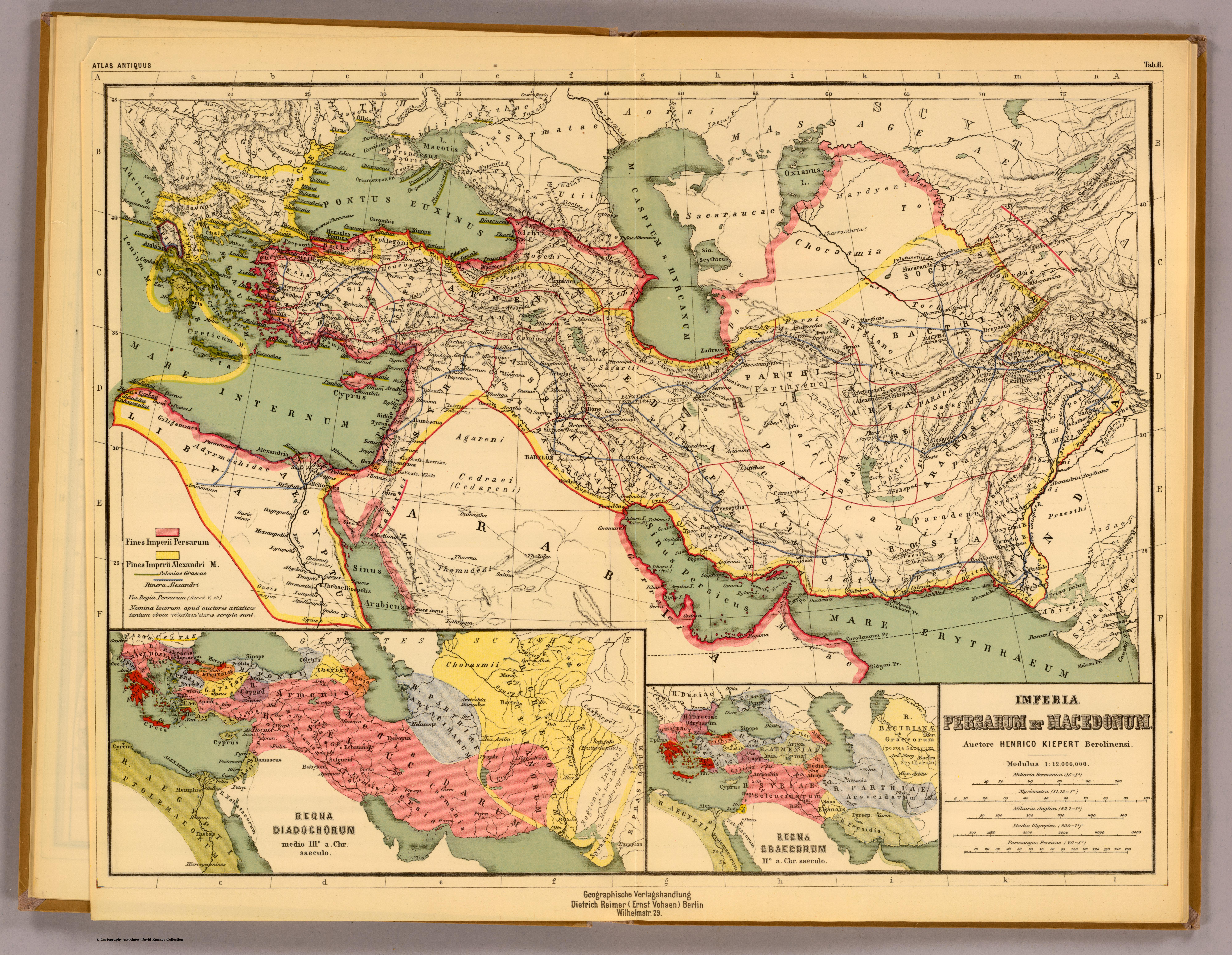
1903년에 하인리히 키페르트가 제작한 페르시아 제국과 마케도니아 지도
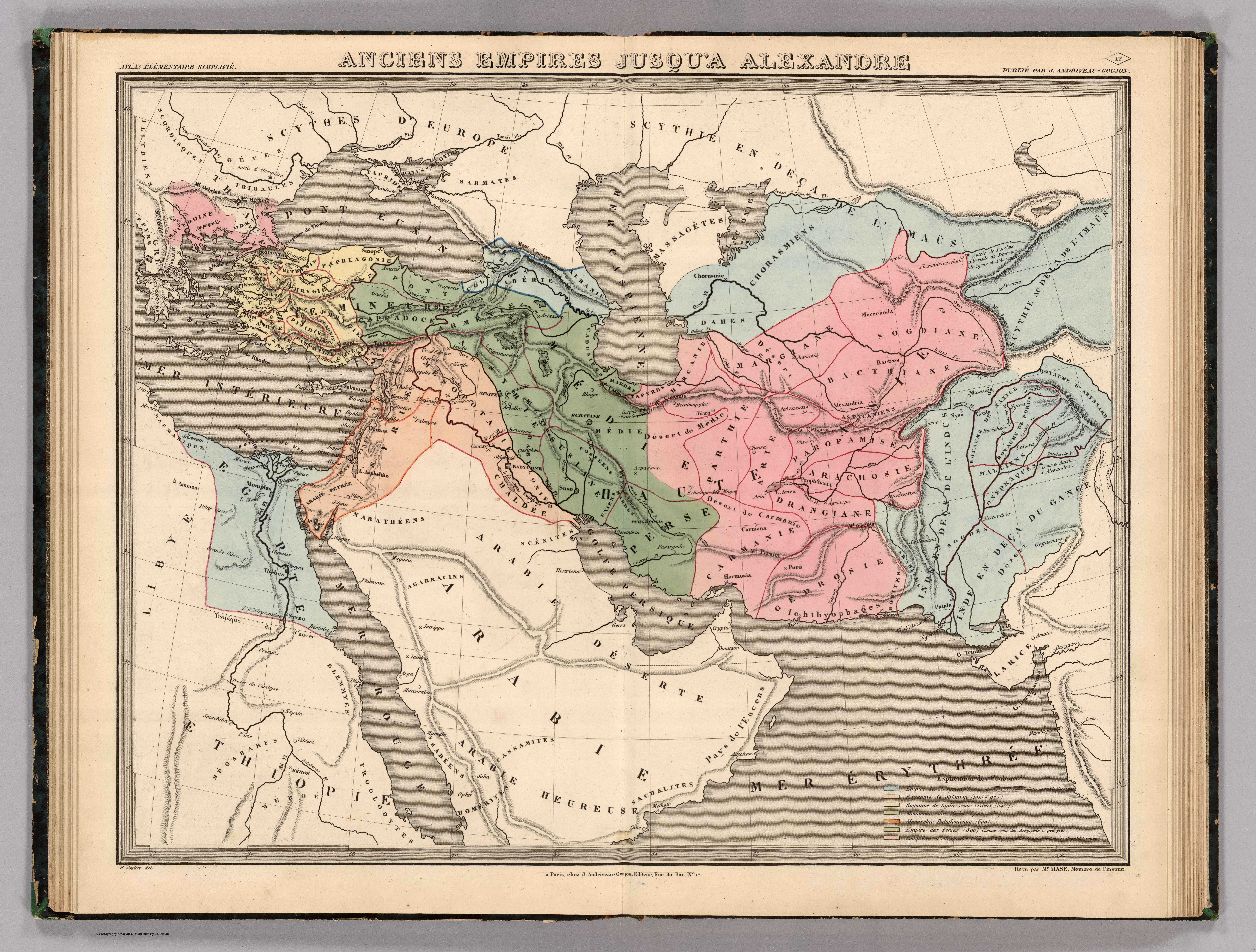
1838년에 외젠 앙드리보구종이 제작한 에리트레아해 지도
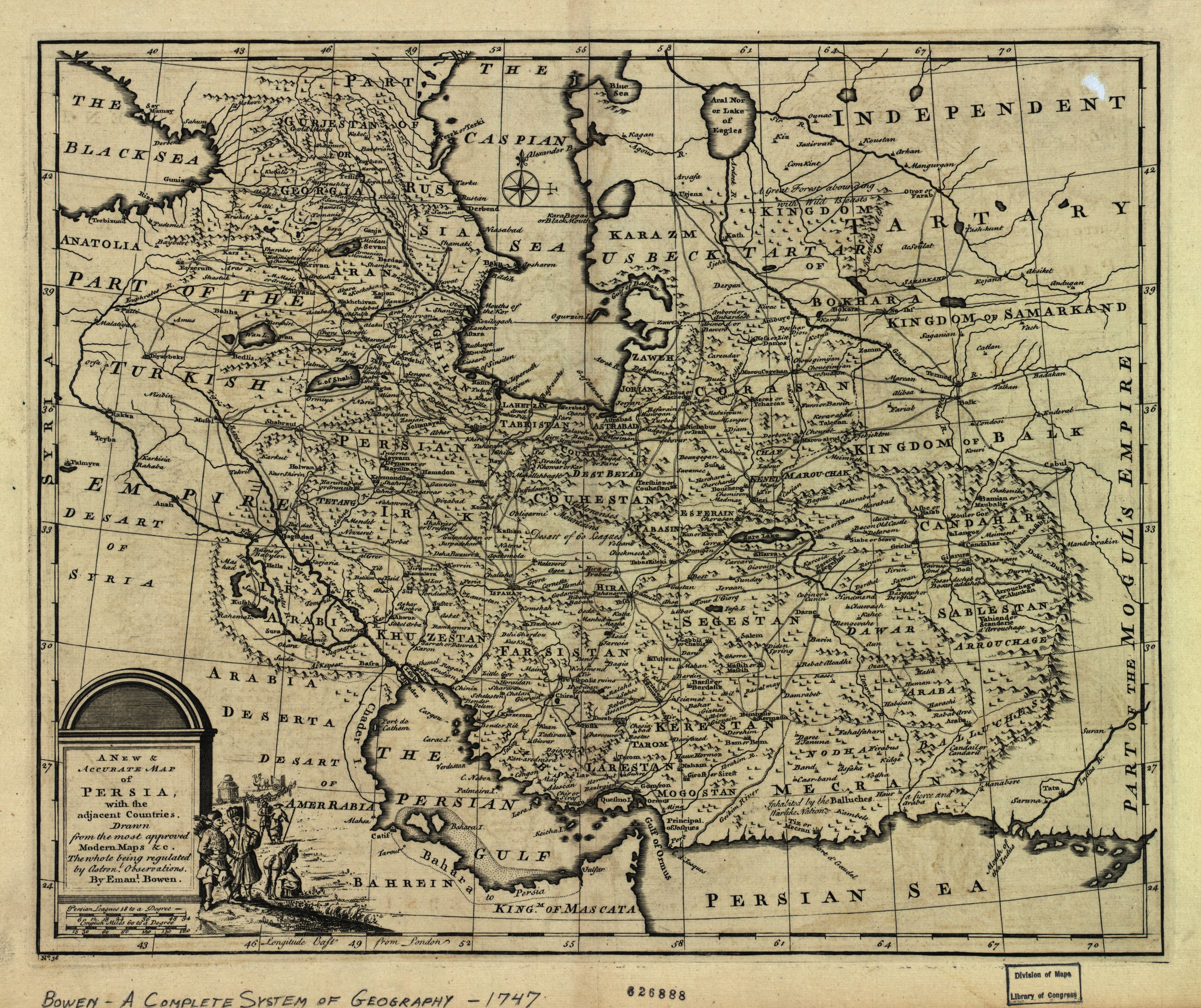
1747년 페르시아 제국을 묘사한 지도
43년에 폼포니우스 멜라가 제작한 초기 세계 지도. 홍해는 "아라비아해", 페르시아만과 오만만은 "페르시아해"라고 언급되었다.
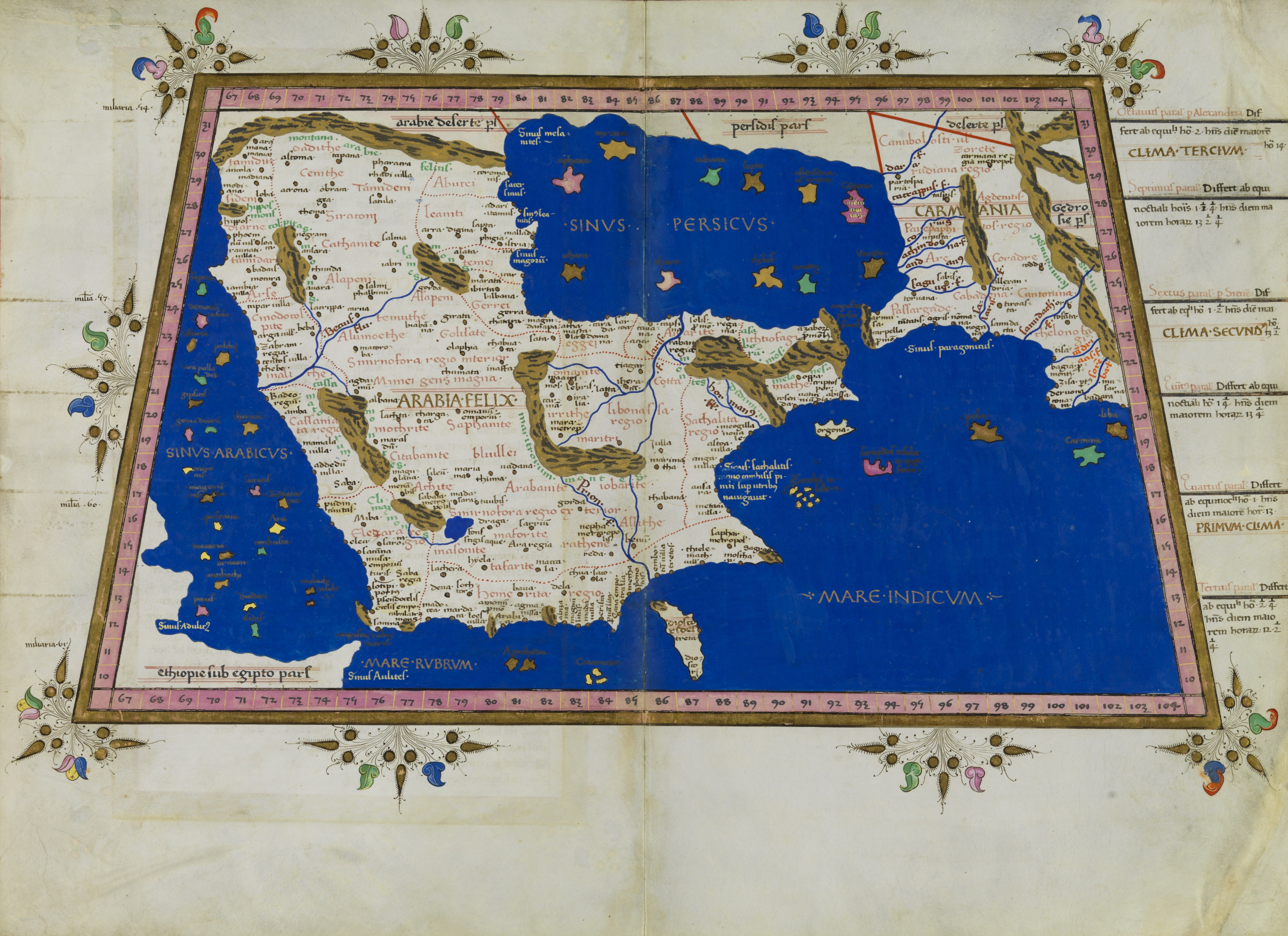
프톨레마이오스의 《지리학》에 묘사된 "페르시아만"(Sinus Persicus, 페르시아해)과 "홍해"(Sinus Arabicus, 아라비아해) 지도 (1467년 복원본)
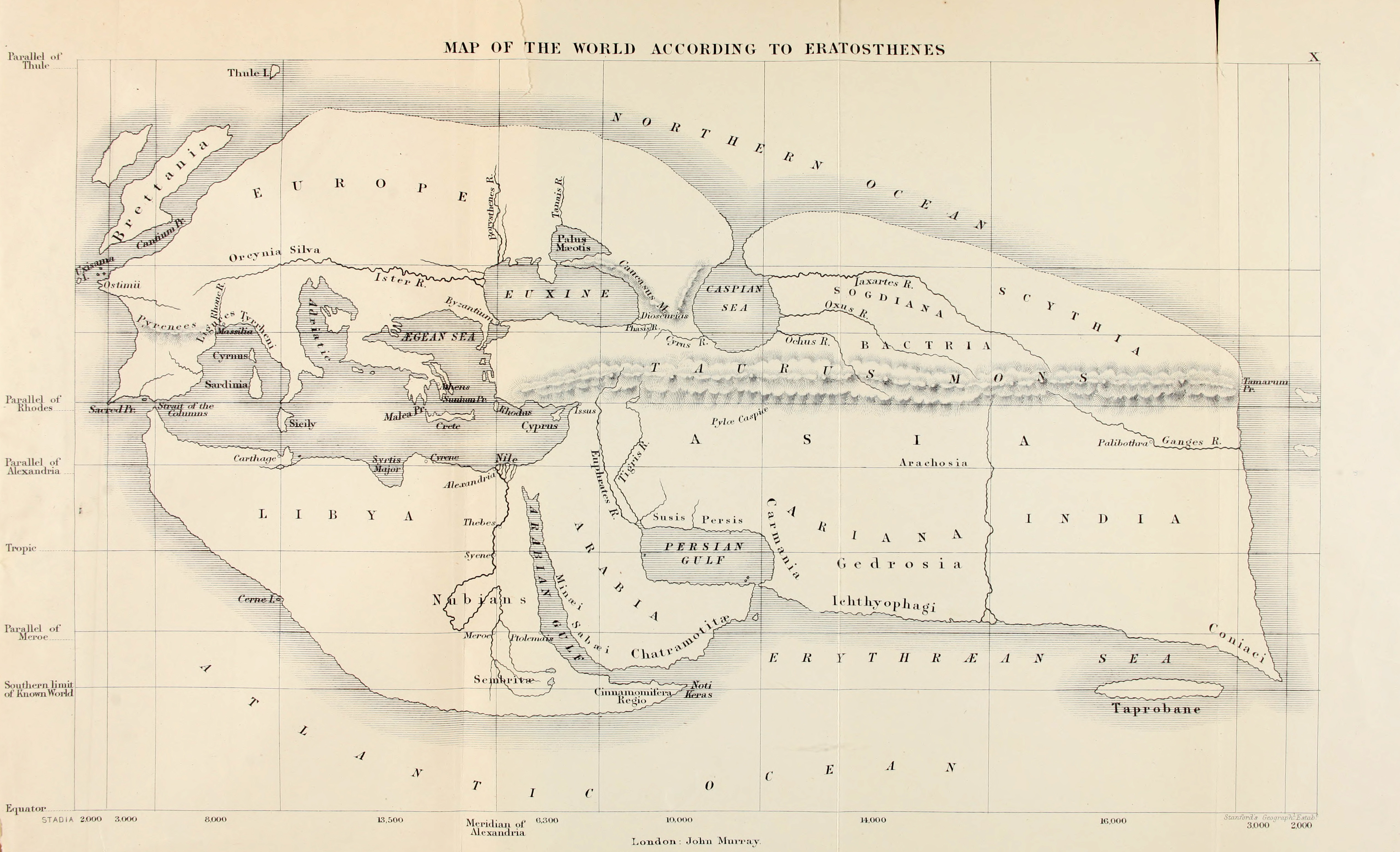
기워전 194년에 제작된 에라스토테네스의 페르시아만 지도 (19세기 복원본)
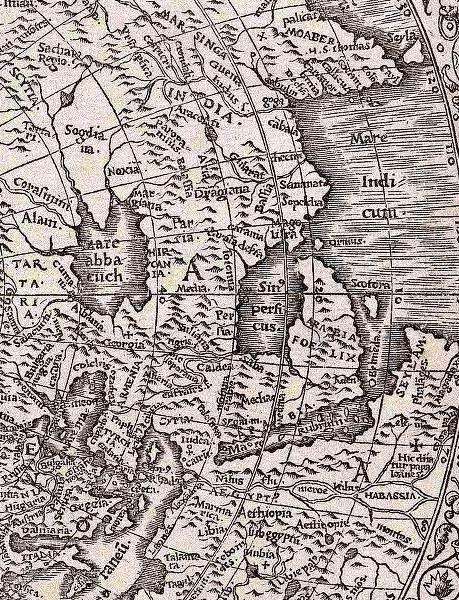
1531년에 제작된 지도에서 "페르시아해"(Sinus Persicus)라고 언급된 페르시아만
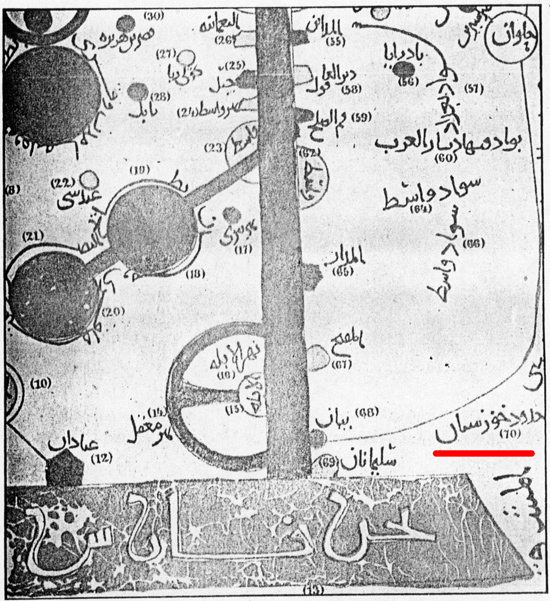
9세기에 페르시아의 지도 제작자인 이스타흐리가 제작한 페르시아만 지도
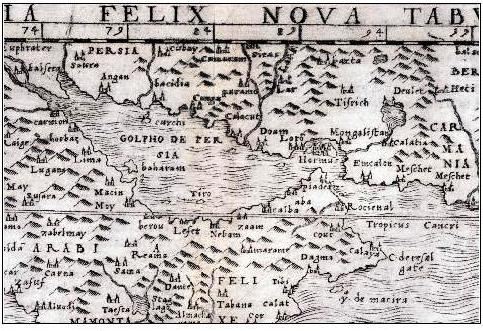
자코로 가스탈디가 1548년경에 제작한 페르시아만 지도
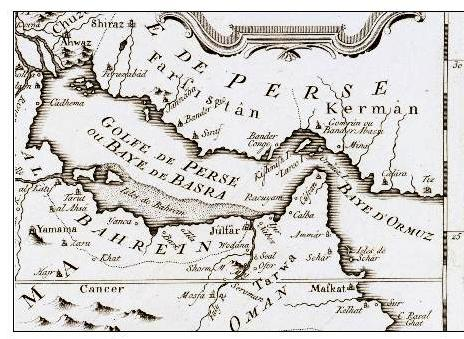
1740년에 프랑스에서 제작된 페르시아만 지도
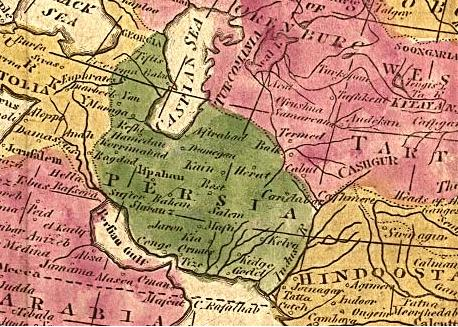
1808년에 영국에서 제작된 페르시아만 지도
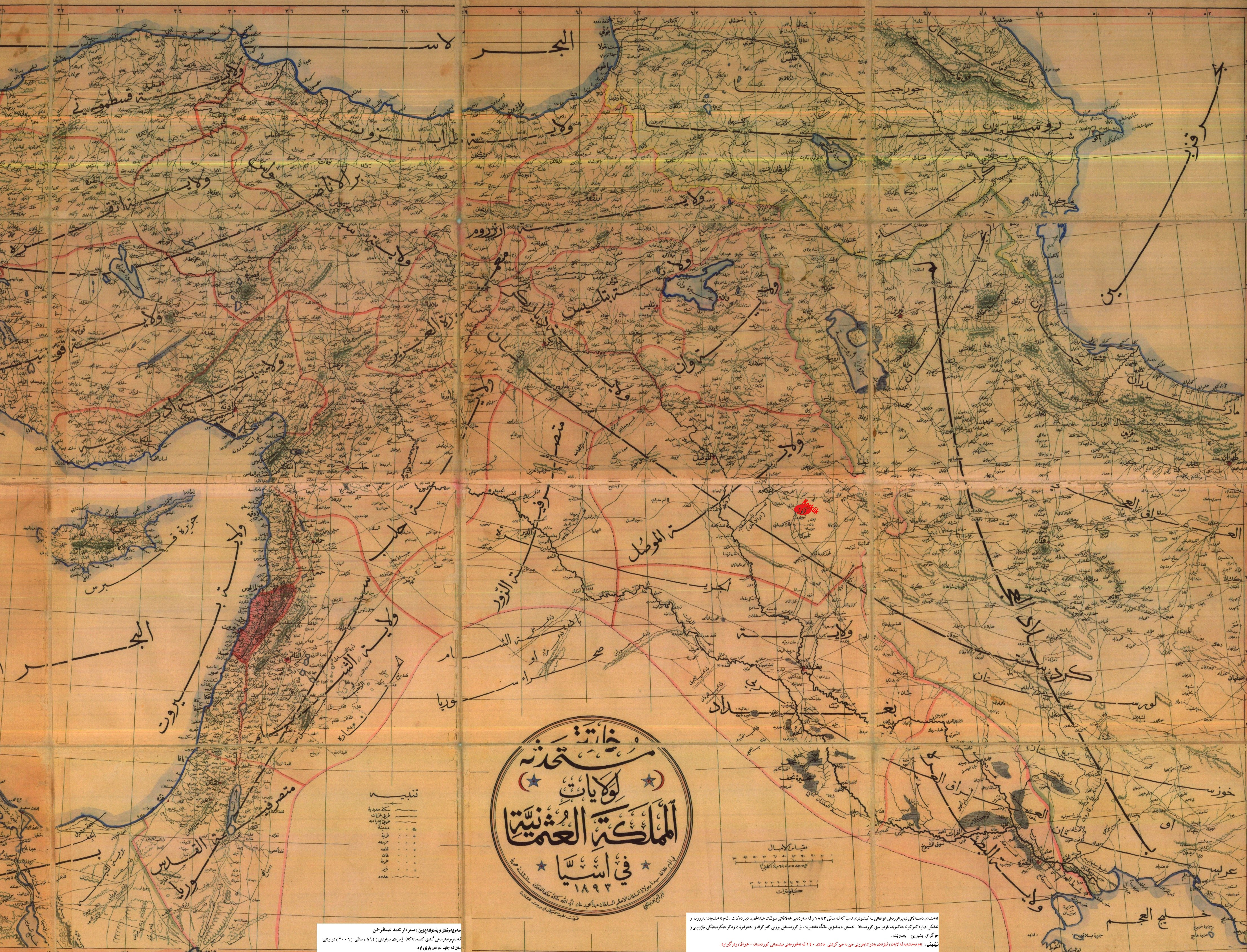
1893년에 오스만 제국에서 제작된 알아잠만(Khaleej Al-Ajam, 페르시아만) 지도
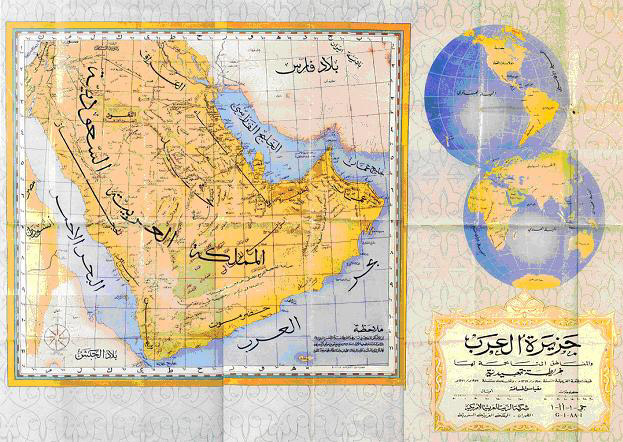
1952년에 사우디 아람코에서 제작한 페르시아만 지도
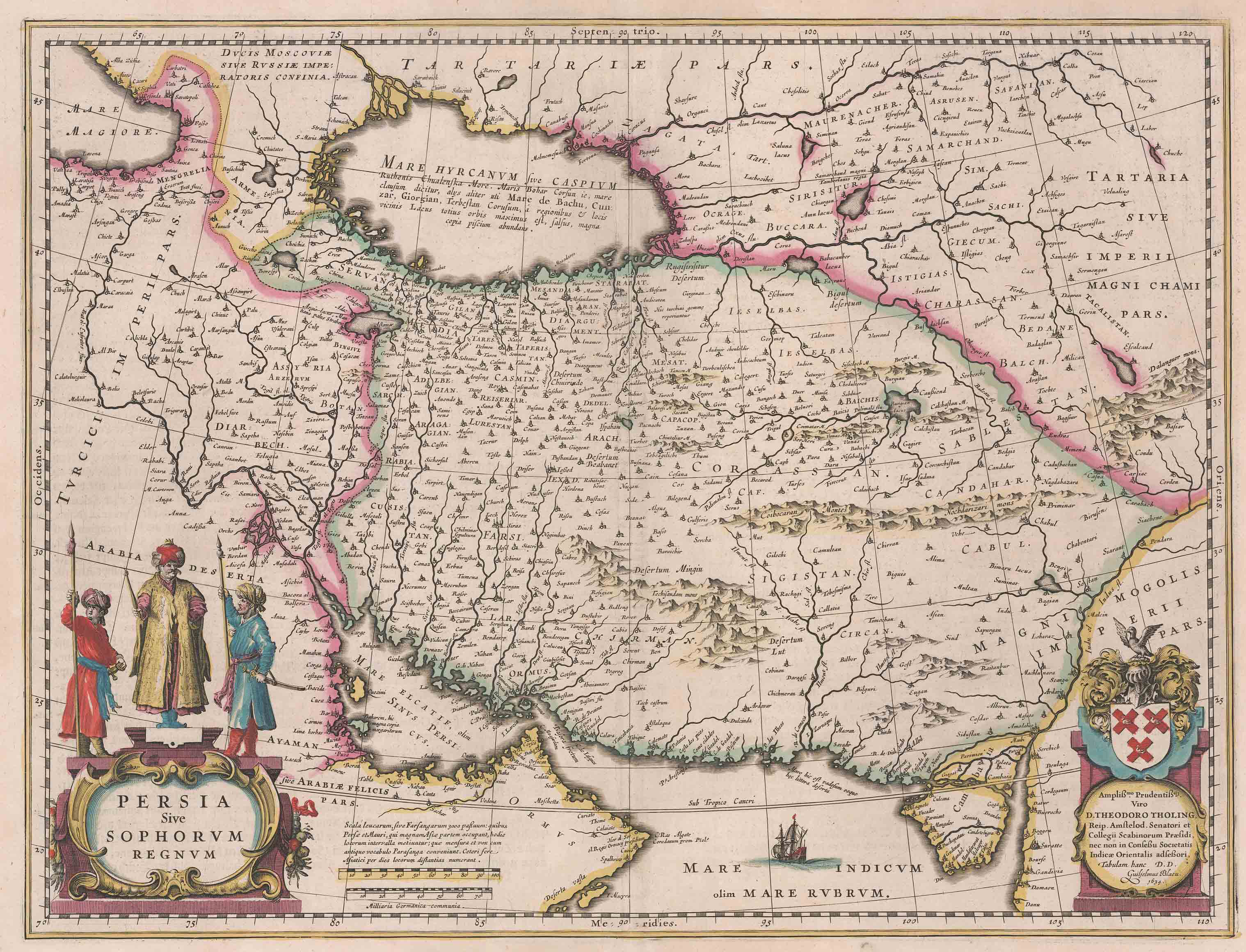
1640년에 빌럼 얀스존 블라우가 제작한 페르시아만 지도
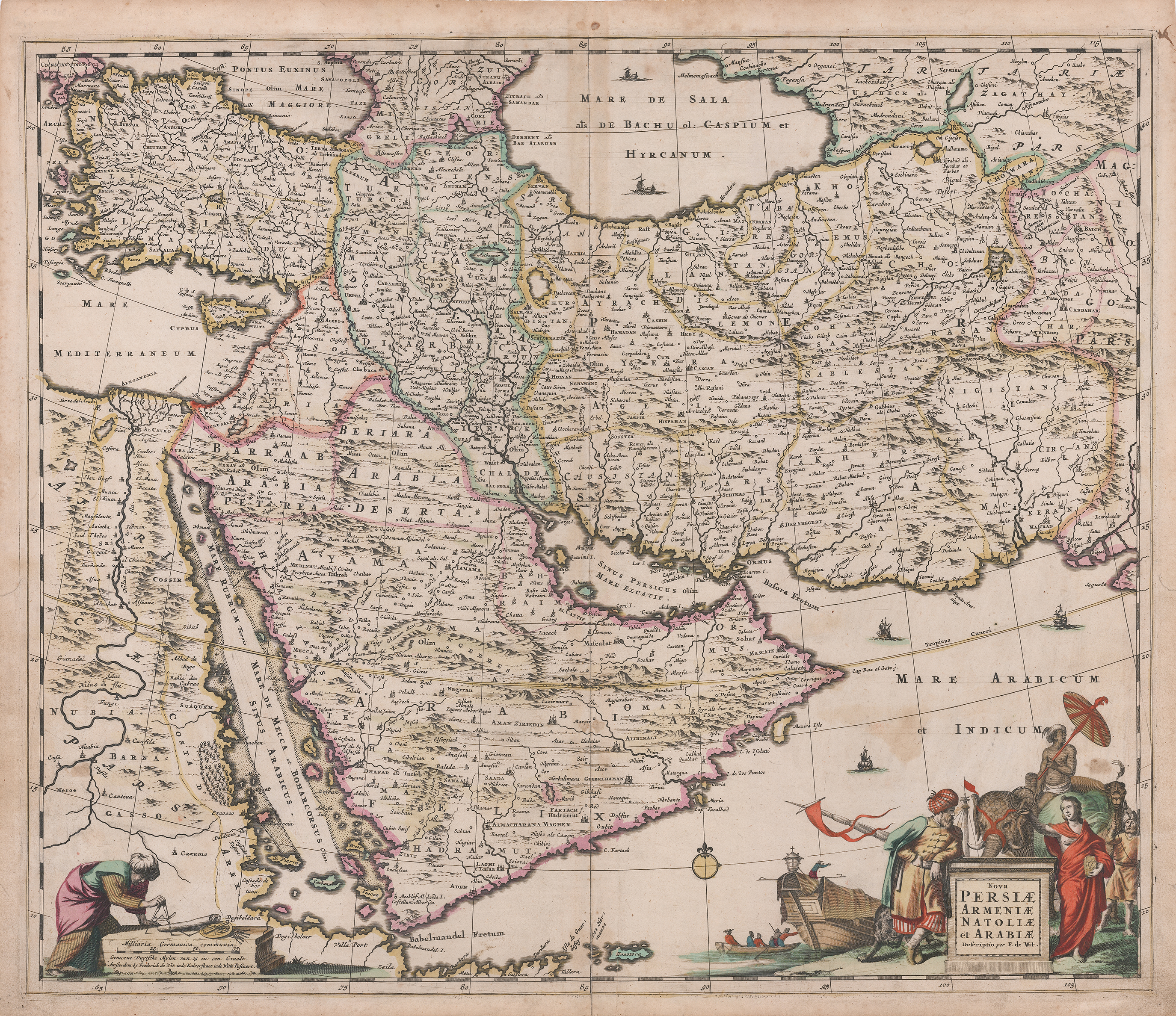
1680년에 야코프 판 메뤼스가 제작한 페르시아만 지도. 이 지도의 특징은 페르시아만을 "카티프해"로, 홍해를 "아라비아만"이라고 표기했다.
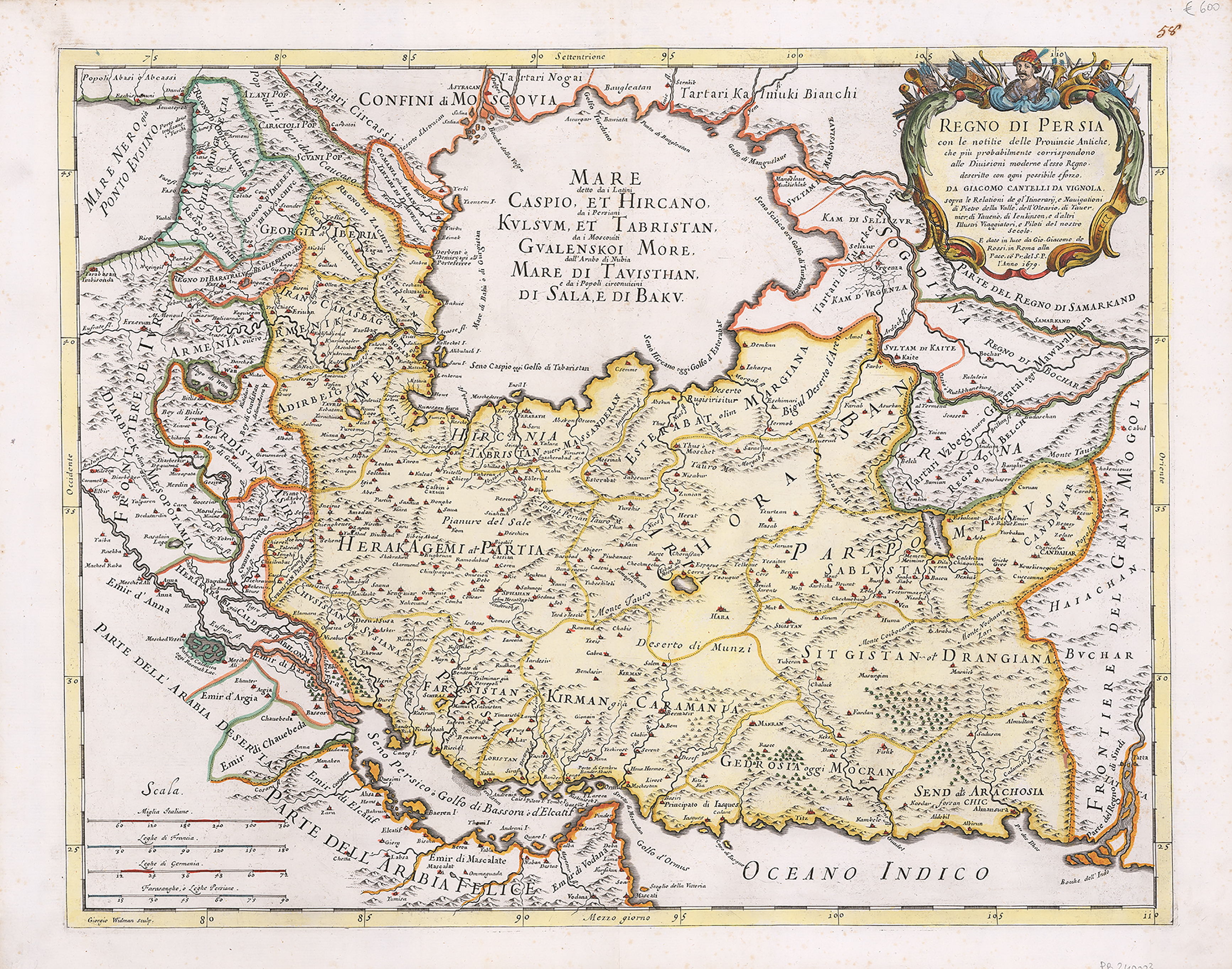
1679년에 이탈리아에서 제작된 페르시아 지도
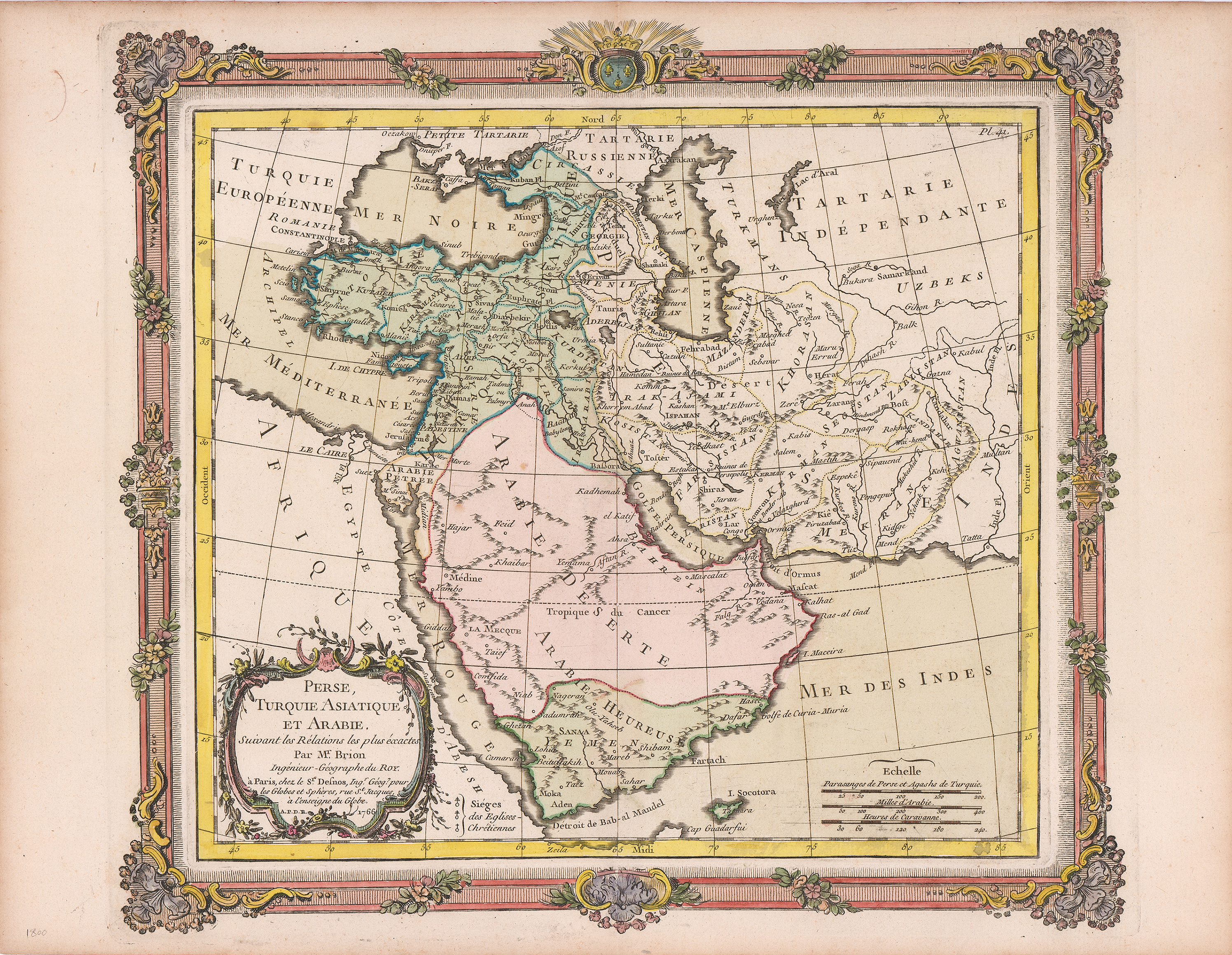
1766년에 프랑스에서 제작된 오스만 제국의 아시아 부분, 아라비아반도 지도
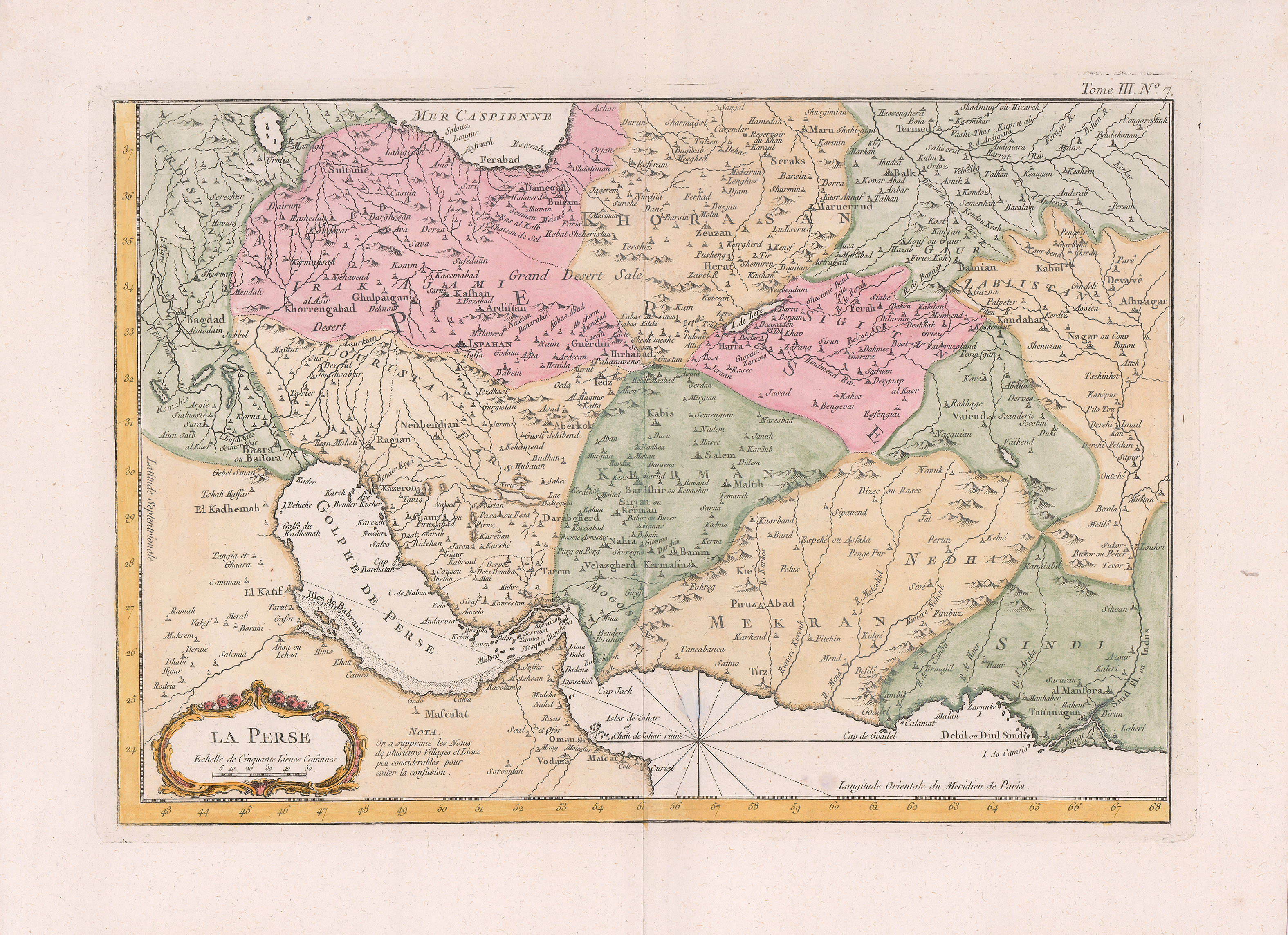
1764년에 독일 베를린에서 제작된 페르시아만 지도
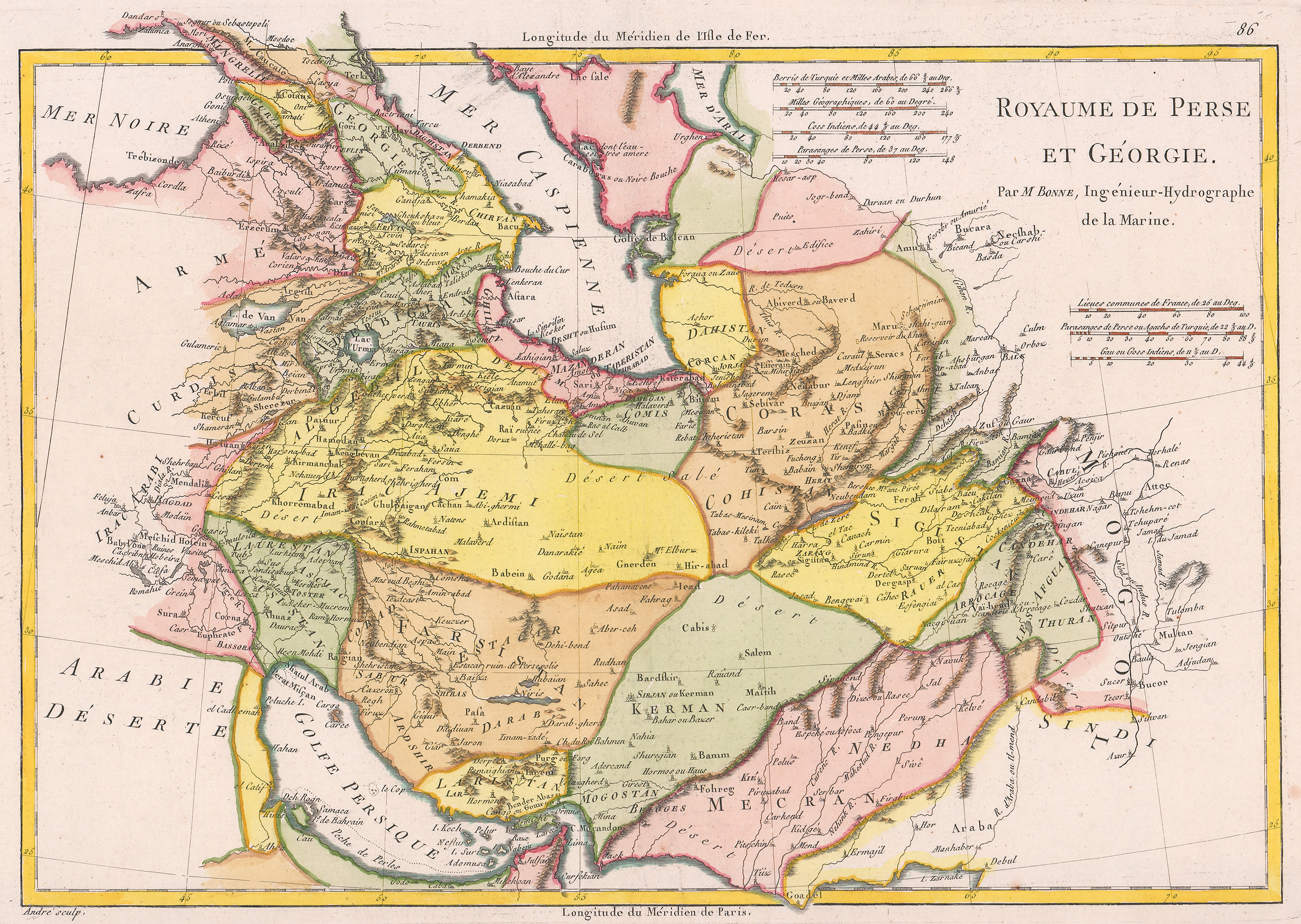
1780년에 제작된 페르시아와 조지아 지도
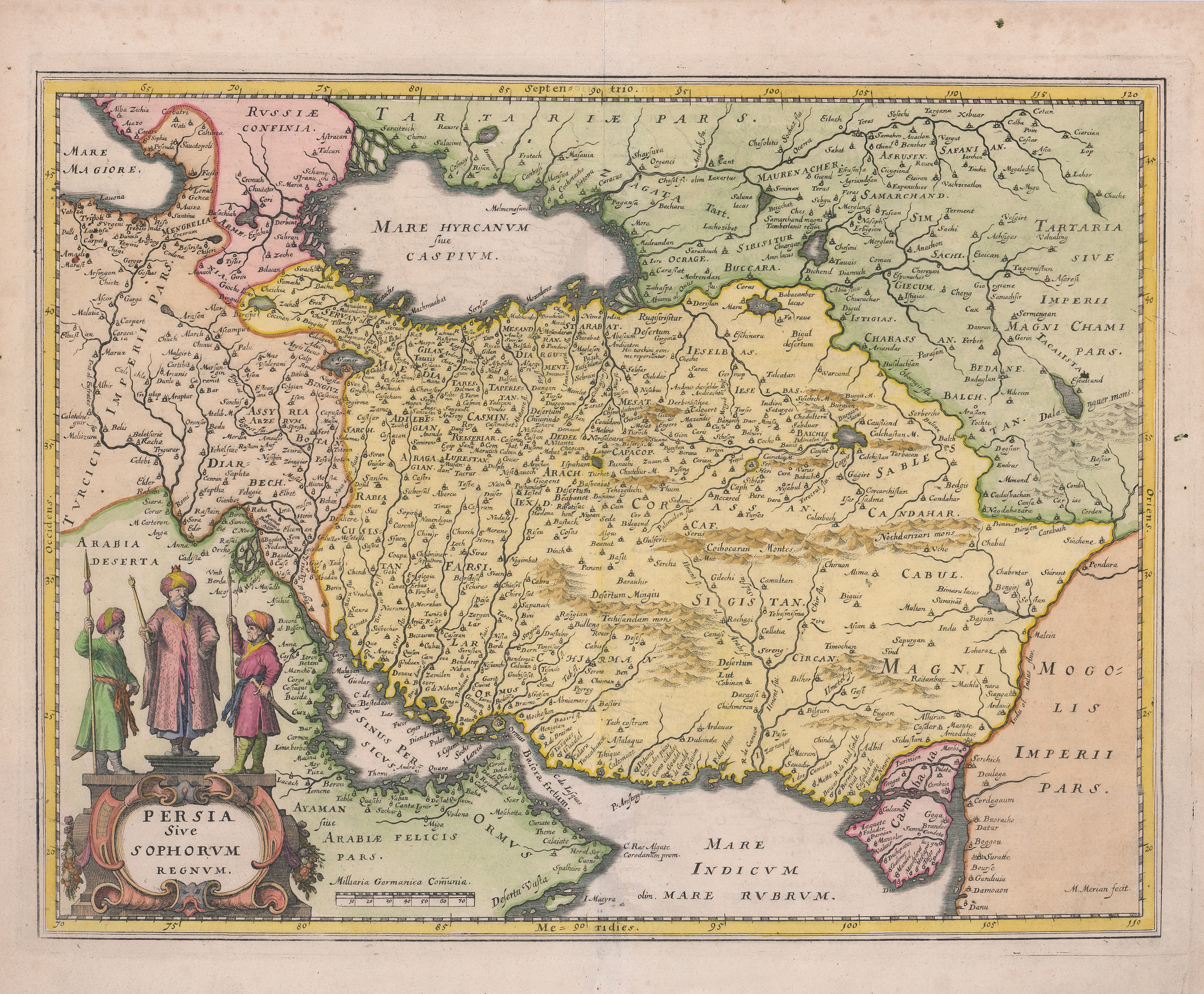
1638년에 제작된 페르시아 지도
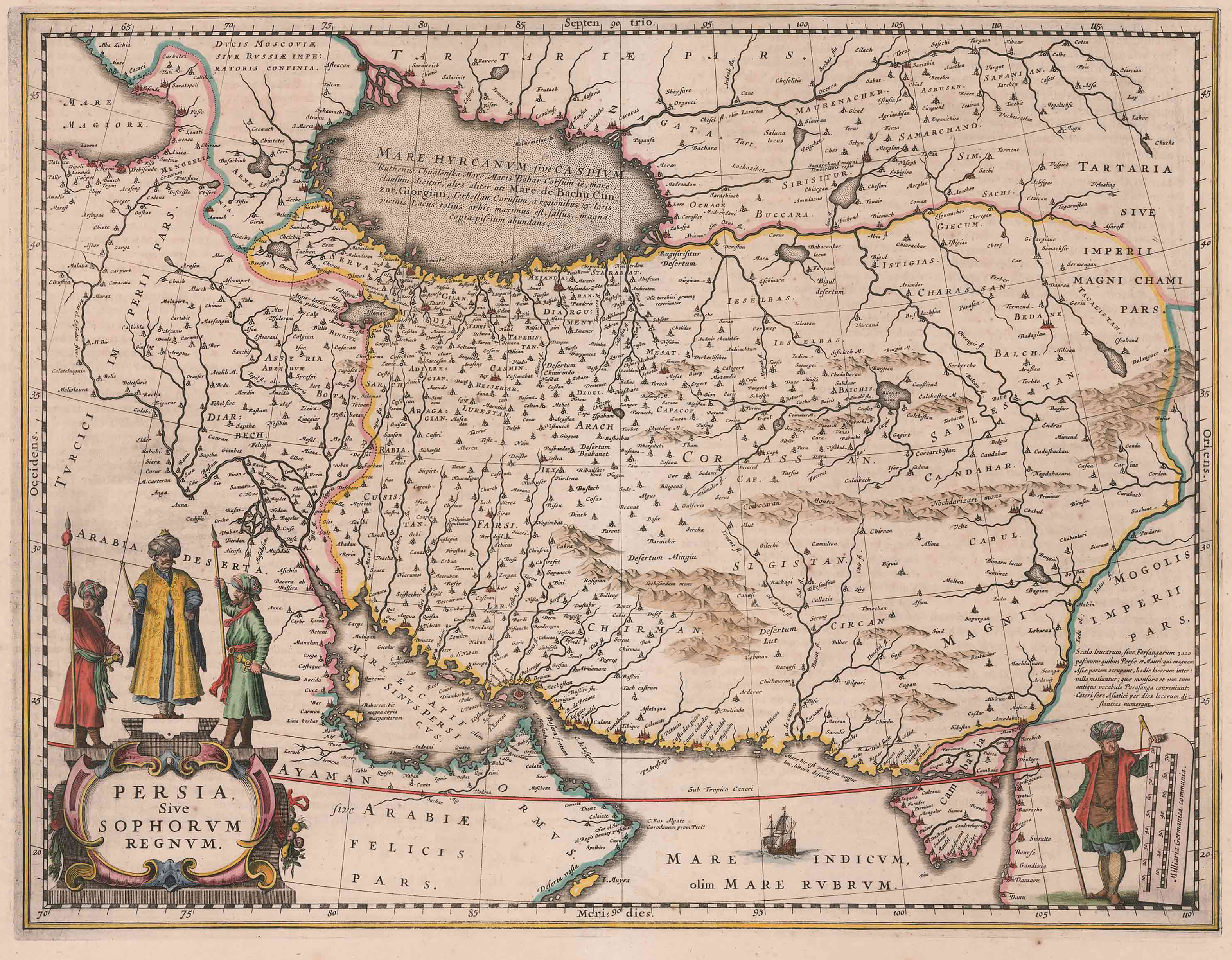
1640년경에 네덜란드 암스테르담에서 제작된 얀손의 페르시아 지도
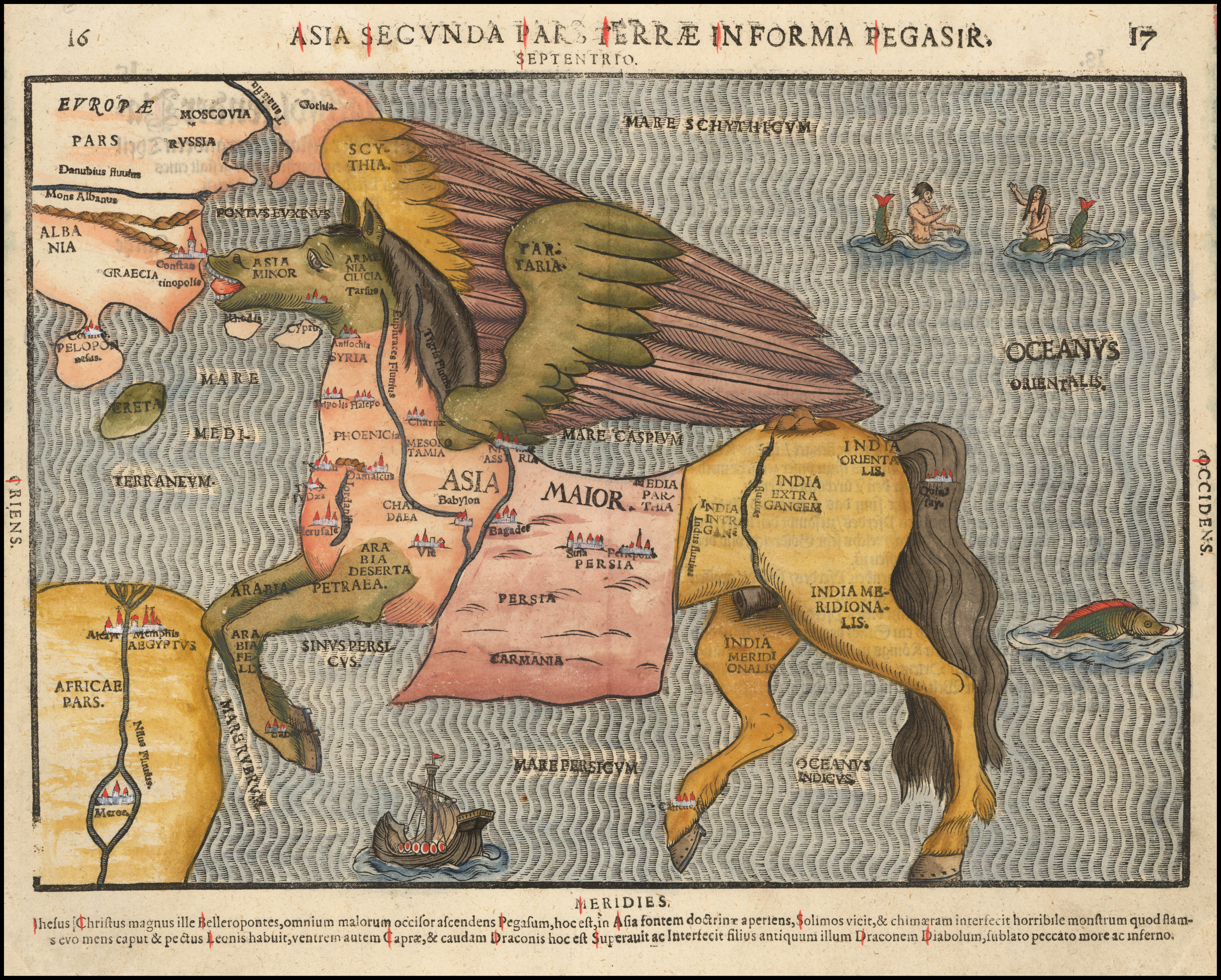
1581년에 독일 하노버에서 제작된 하인리히 분팅의 아시아 지도. 아시아 지도는 페가소스로 묘사되었다.
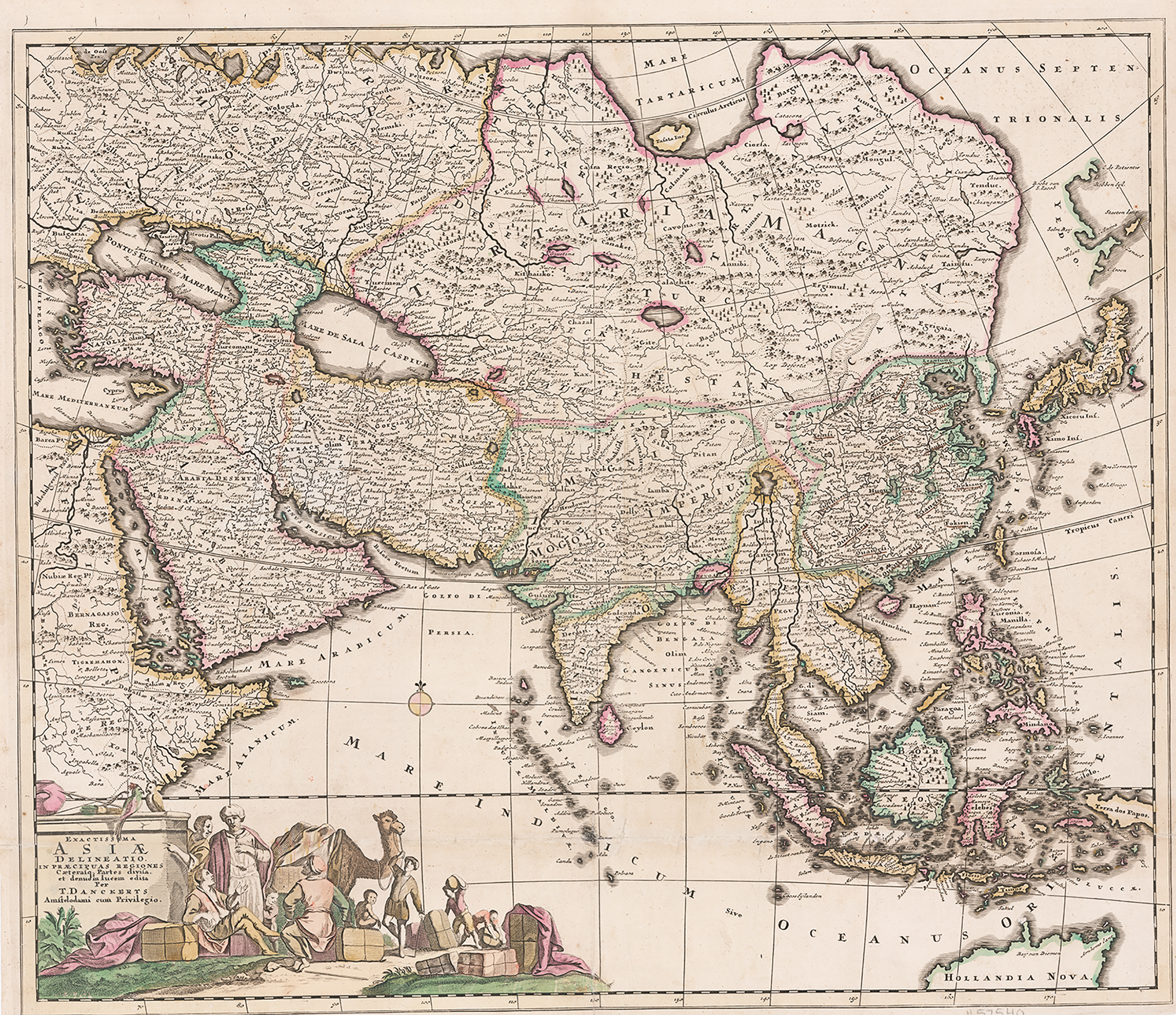
1685년에 위스튀스 당케르츠가 네덜란드 암스테르담에서 제작한 지도. 1700년겨에 위스튀스 당케르츠의 아들인 테오도뤼스 당케르츠가 완성했다.
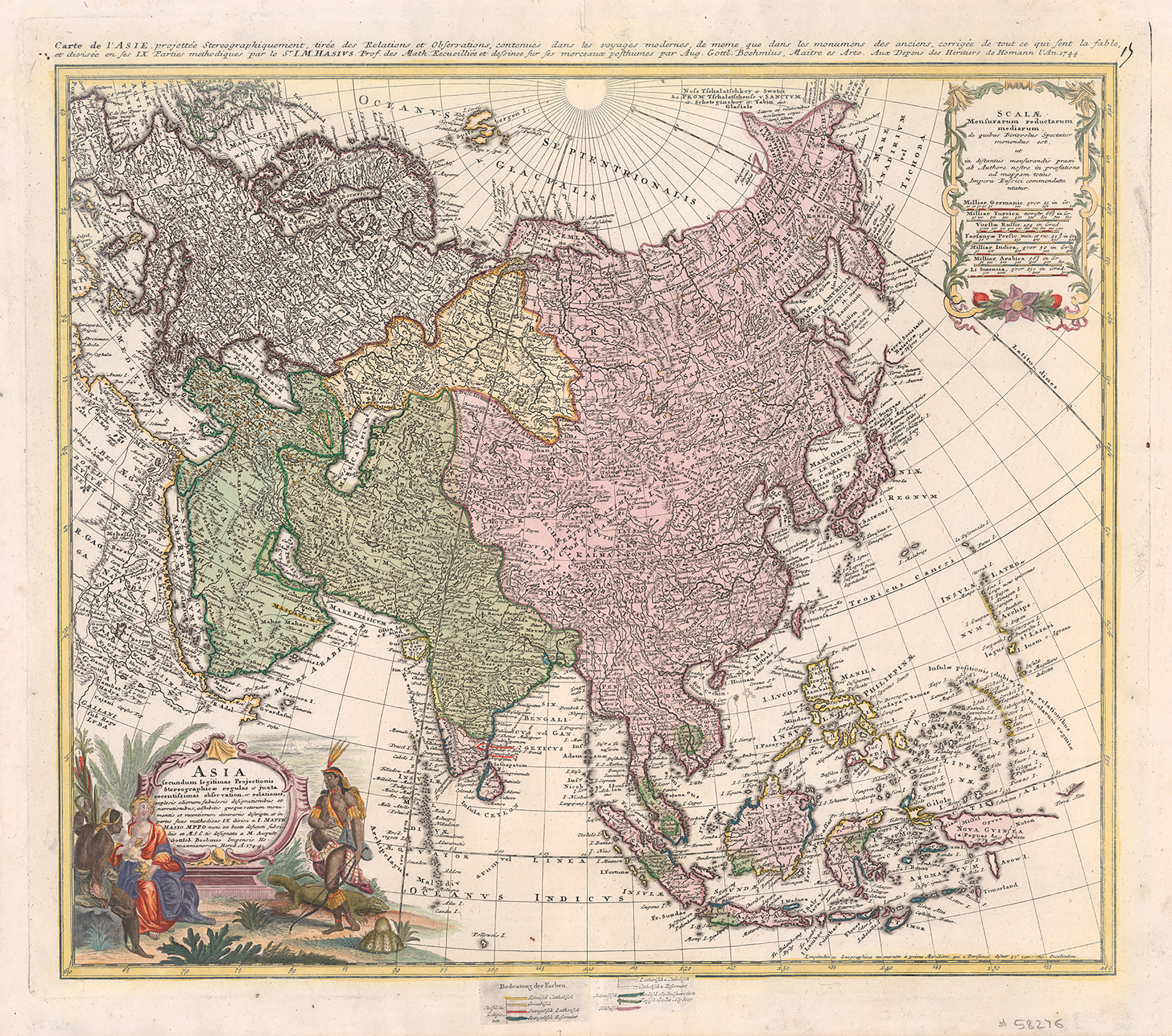
1744년에 요한 마테우스 하스가 제작한 아시아 지도
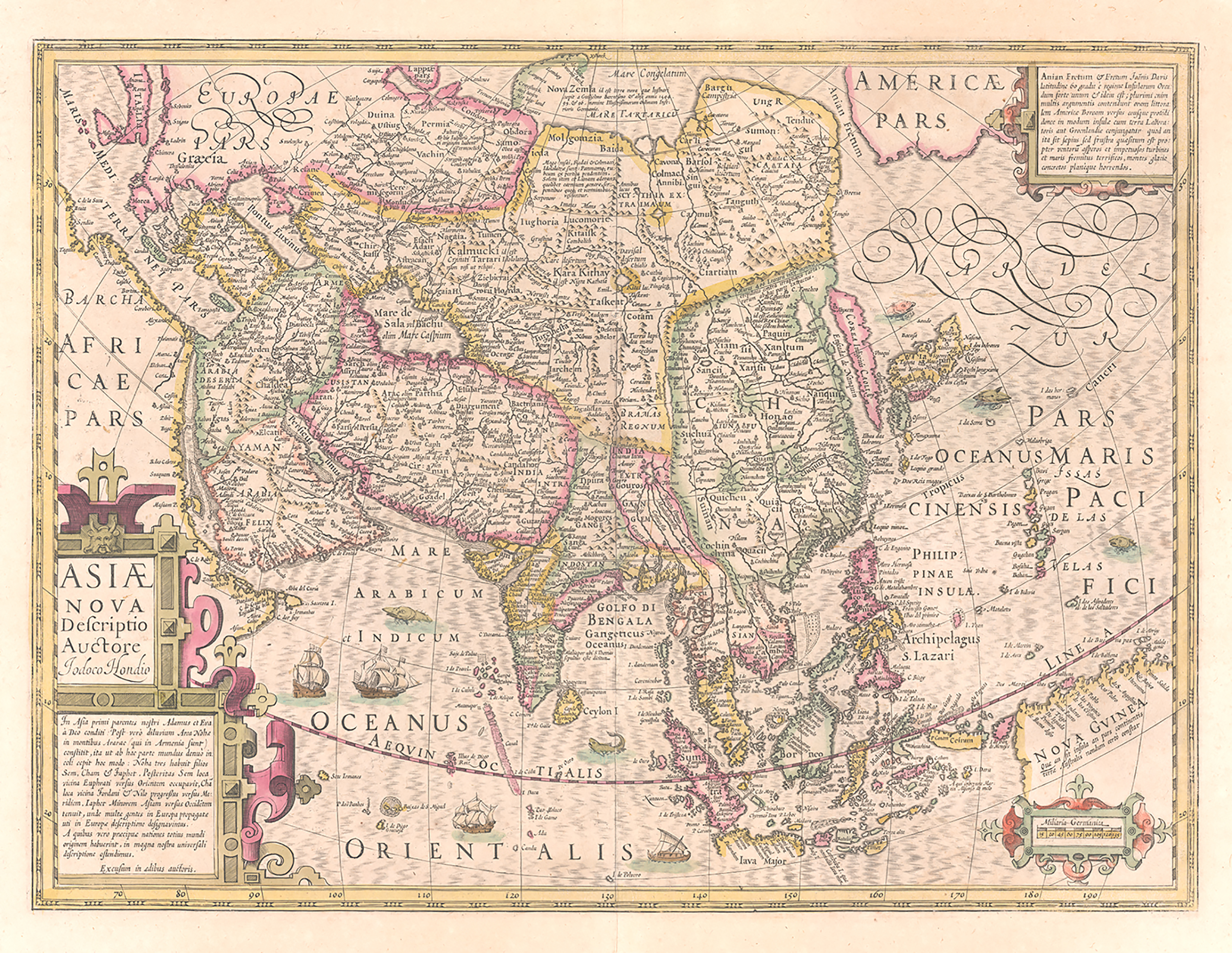
1620년에 요도퀴스 혼디위스가 네덜란드 암스테르담에서 제작한 지도. 이 지도에서는 "아라비아만"이라고 잘못 알려진 2개의 지역을 바로잡았다.
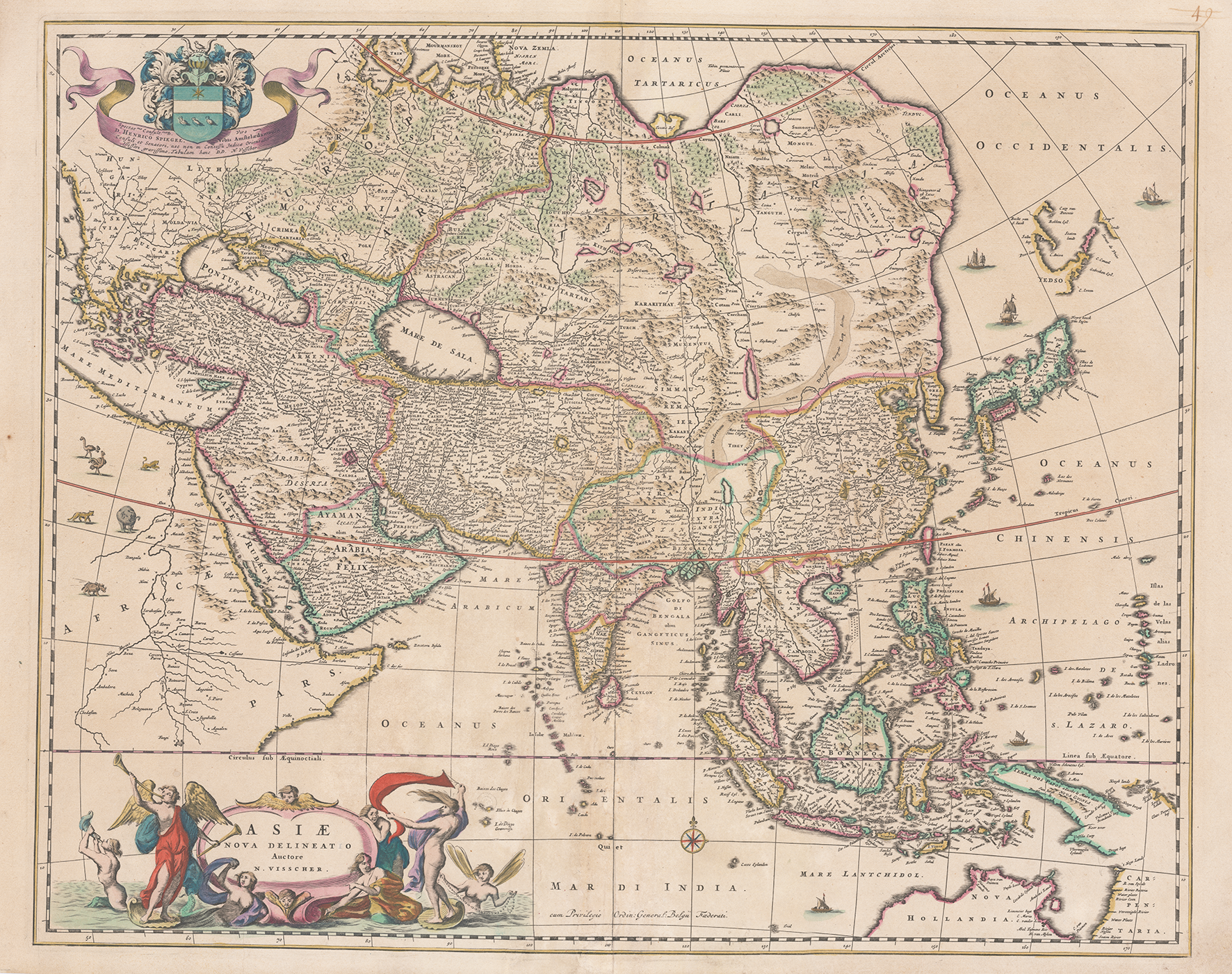
1670년에 연장자 니홀라스 피스허르가 네덜란드 암스테르담에서 제작한 지도
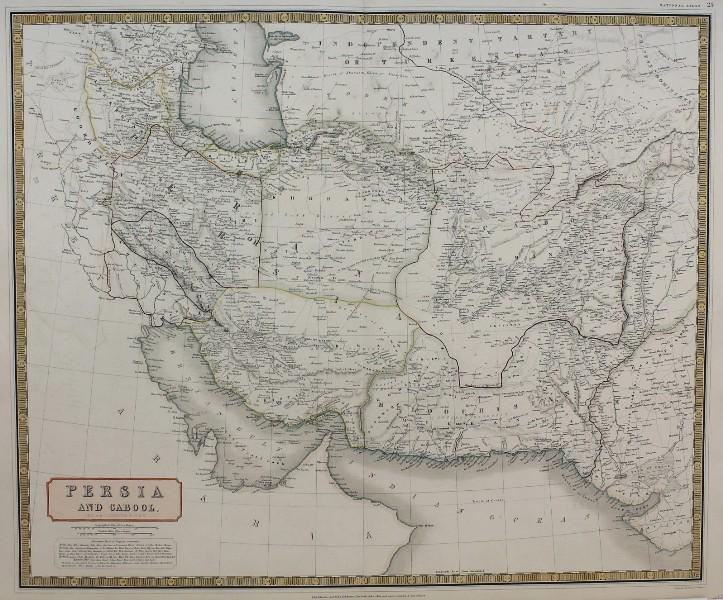
1850년에 A. K. 존스턴이 제작한 지도
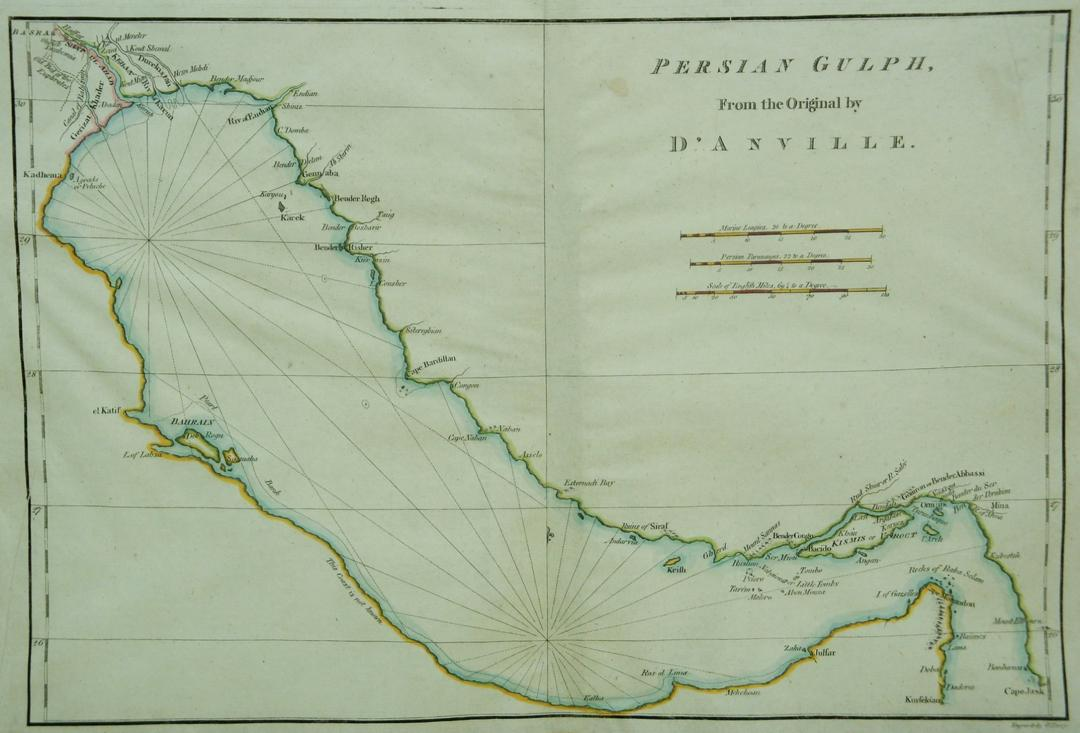
1788년에 당빌이 제작하고 L. 해리슨이 영국 잉글랜드에서 발행한 지도
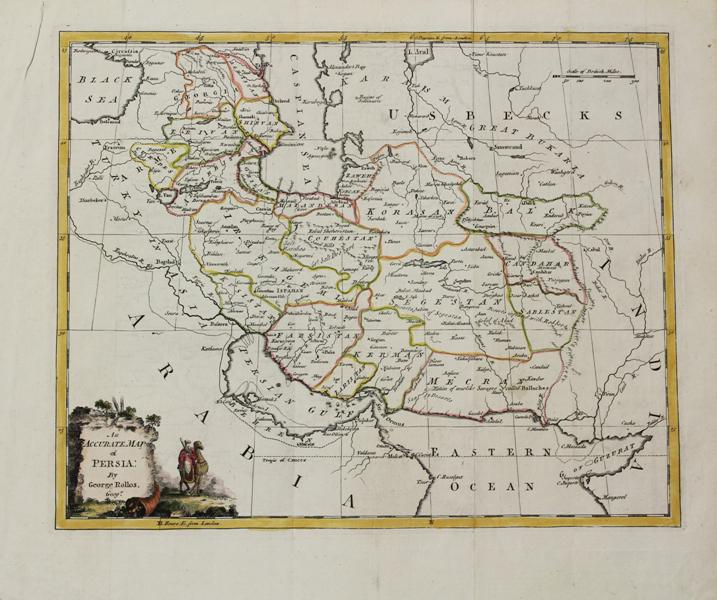
1770년에 조지 롤로스가 제작한 지도
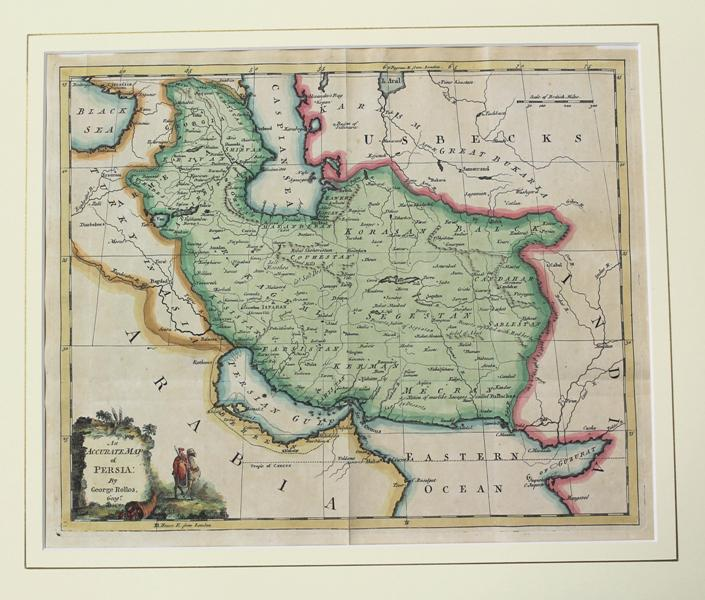
1770년에 조지 롤로스가 제작한 지도
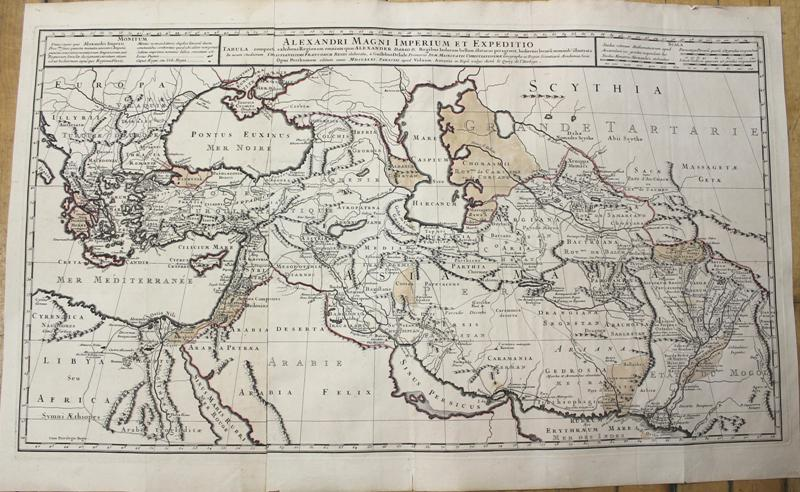
1731년에 기욤 드 리즐이 제작한 지도
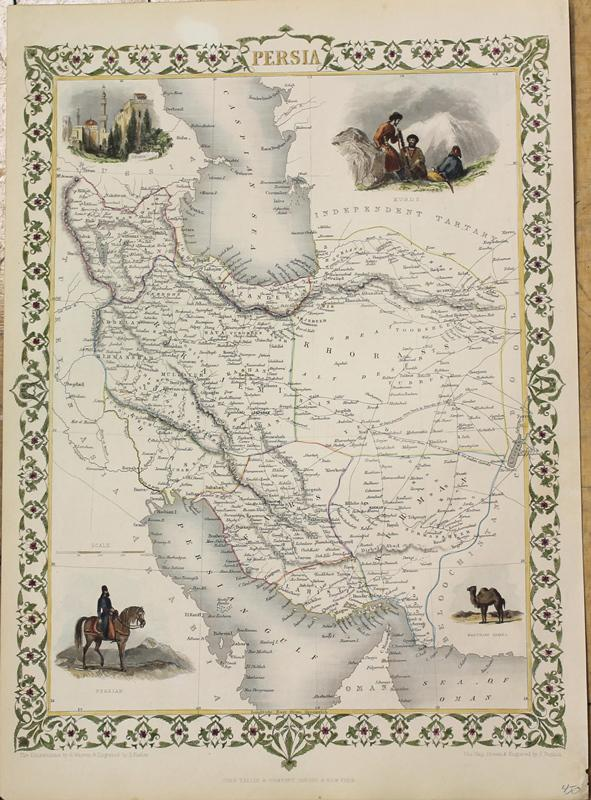
1851년에 J. 랩킨이 제작하고 탤리스에서 발행한 지도
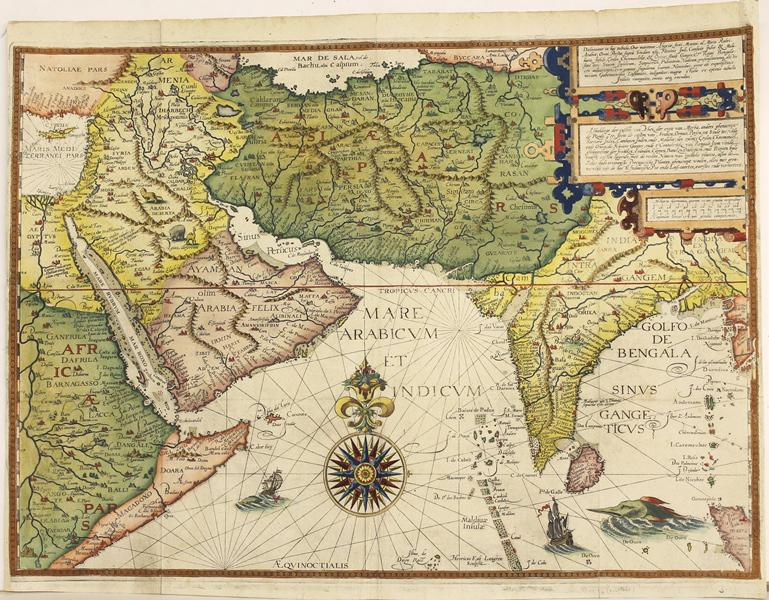
1596년에 얀 하위헌 판 린스호턴, 헨리퀴스 플로렌트 랑런이 네덜란드 암스테르담에서 제작한 지도
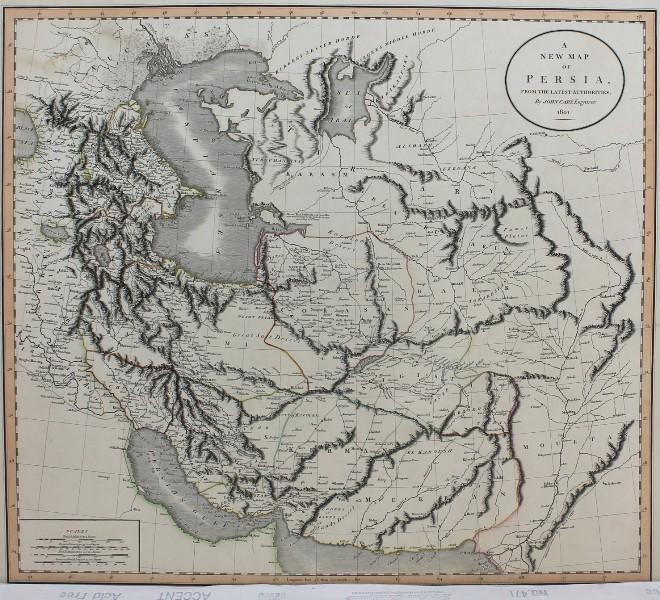
1801년에 존 케리가 영국 런던에서 제작한 지도
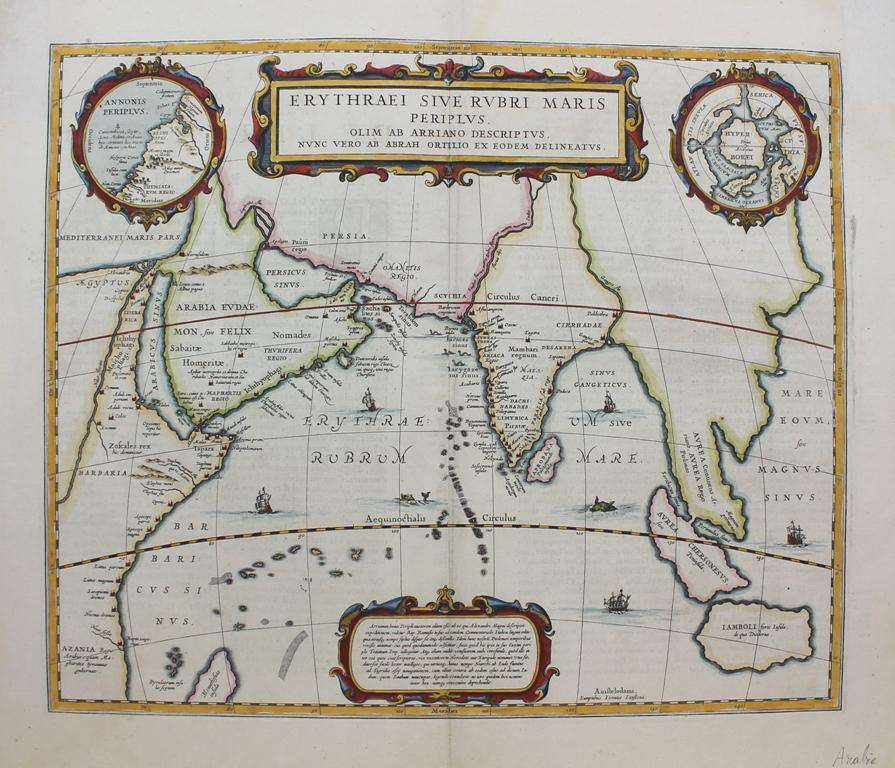
1640년에 요한네스 얀소니우스가 네덜란드 암스테르담에서 제작한 페르시아만, 아라비아만 지도
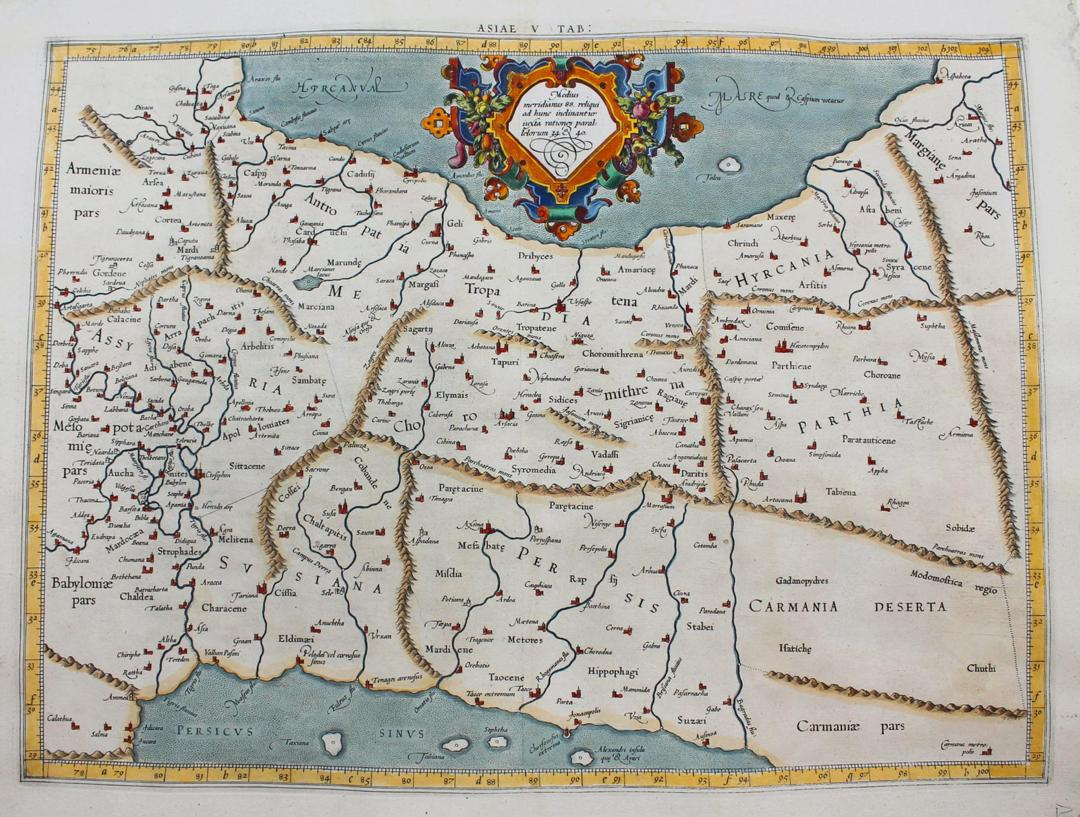
1578년에 메르카토르가 벨기에에서 제작한 지도
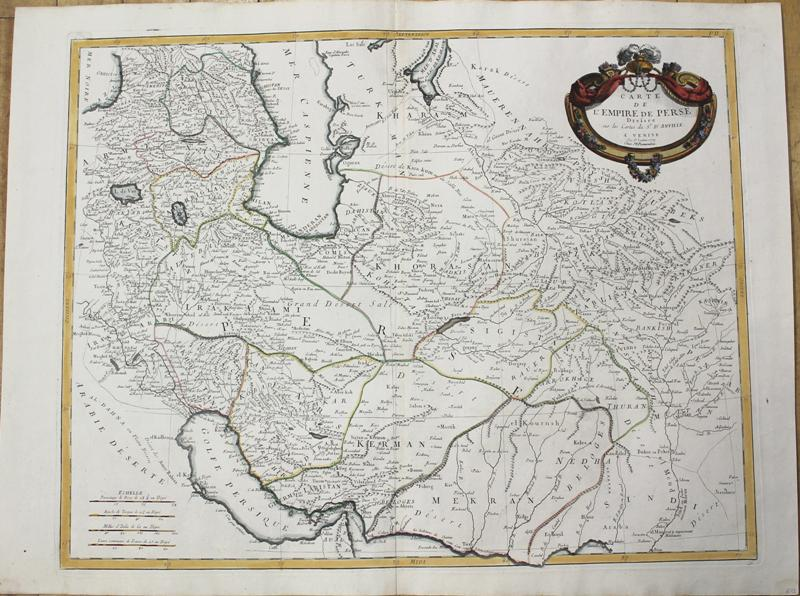
1779년에 P. 산티니가 이탈리아 베네치아에서 제작한 지도
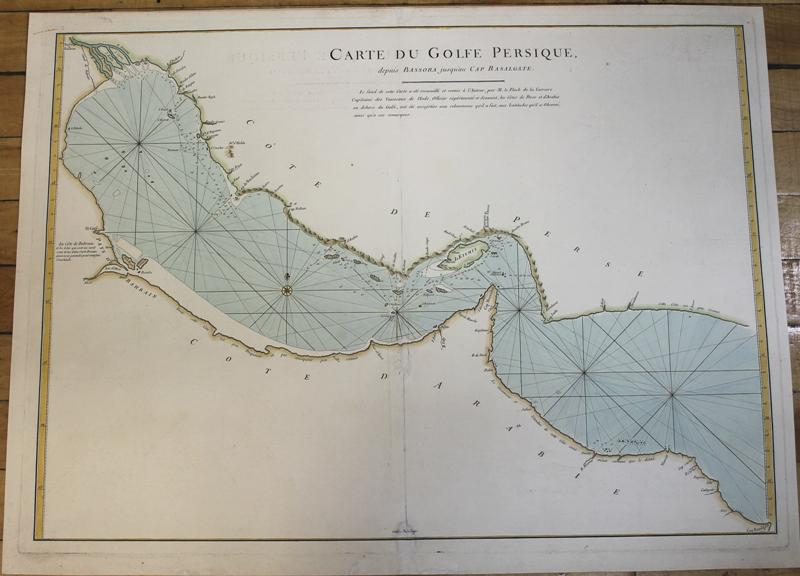
1775년에 다프르 드 만빌레트가 프랑스 파리에서 제작한 지도
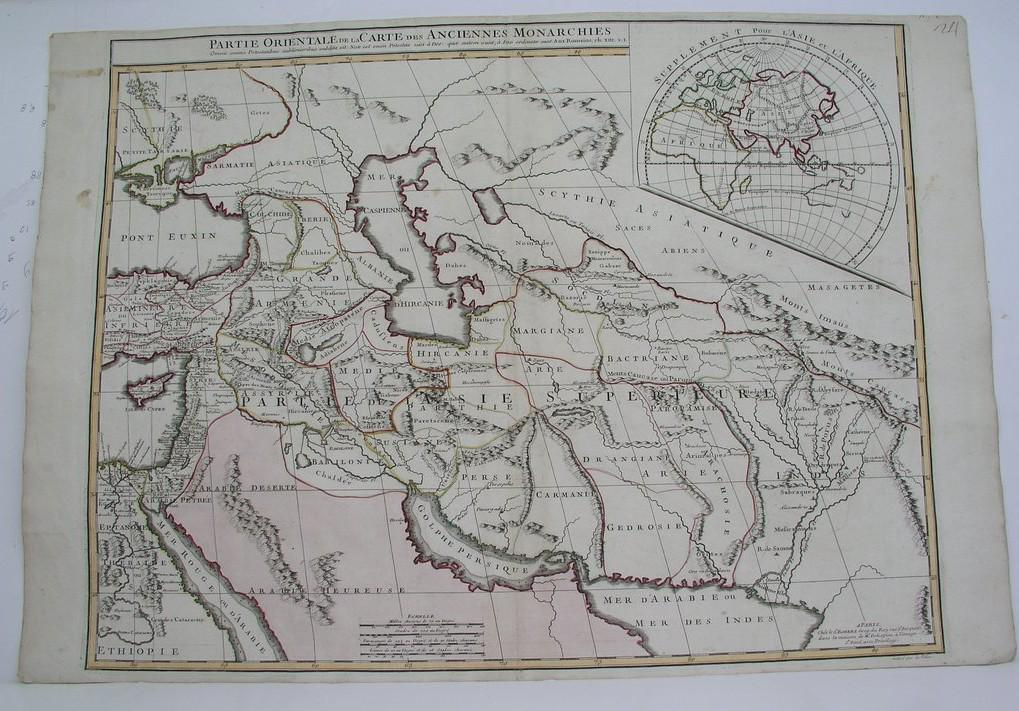
1760년에 로베르가 프랑스 파리에서 제작한 지도
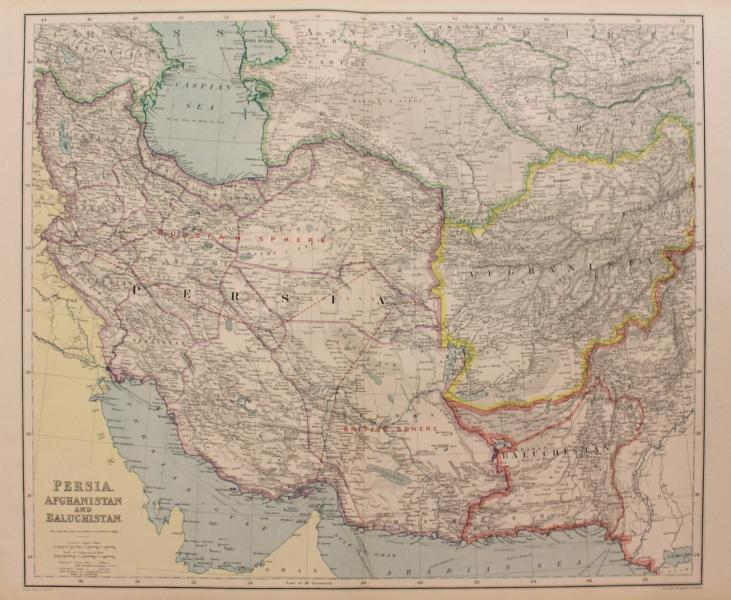
1890년에 조지 필립과 그의 아들이 제작한 런던 지리학회 지도
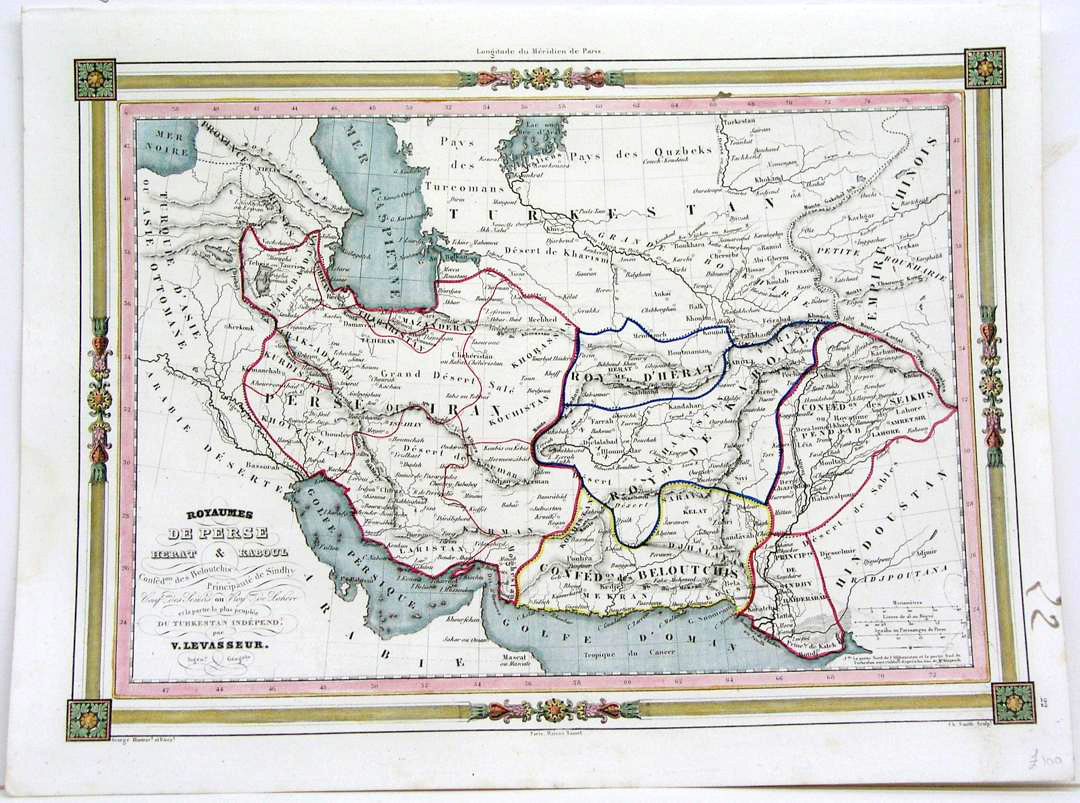
1838년에 V. 레바쇠르가 프랑스 파리에서 제작한 지도
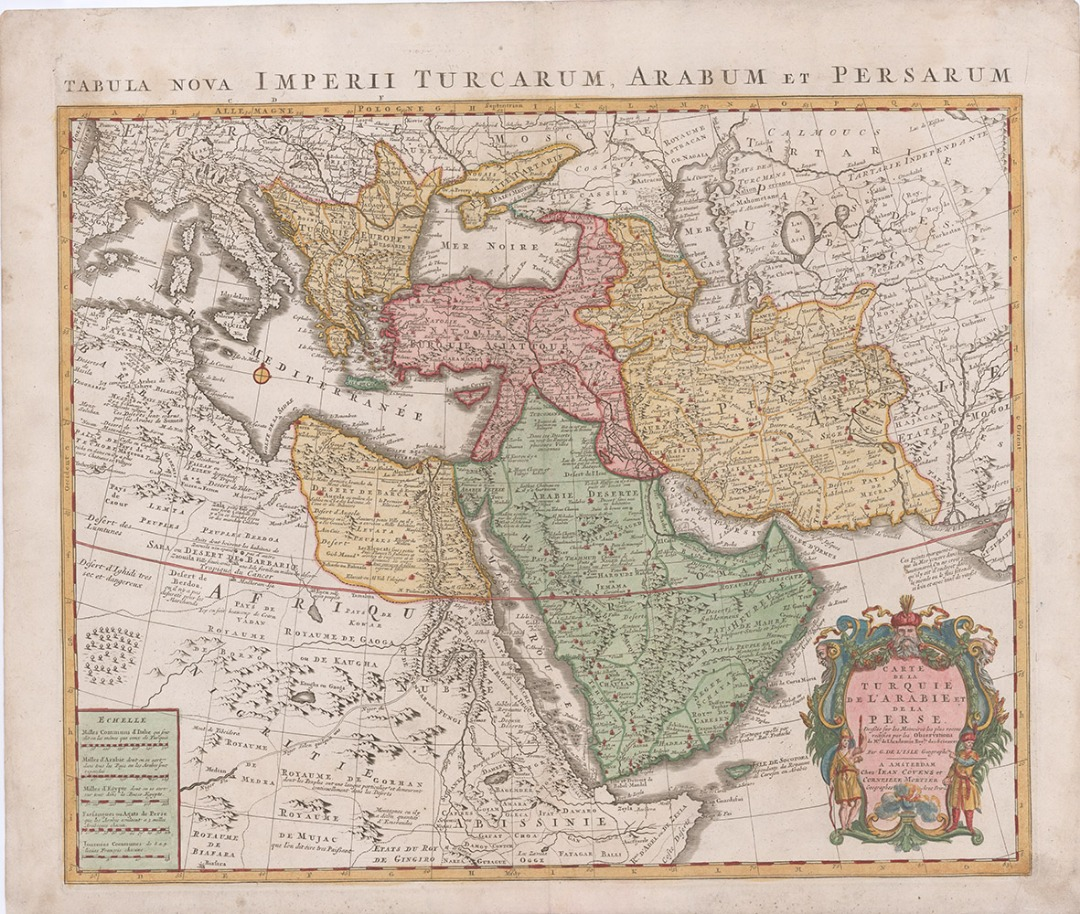
1720년에 J. 코번스, C. 모르티르가 제작한 지도
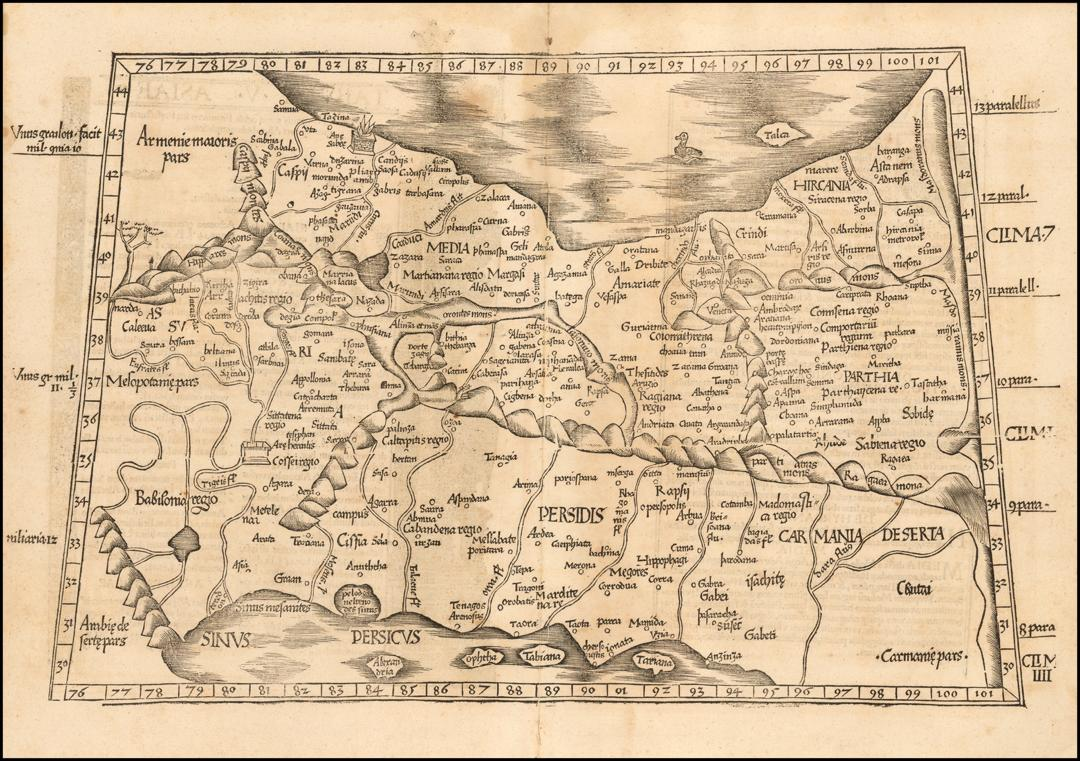
1525년에 로렌츠 프리스가 프랑스 스트라스부르에서 제작한 지도
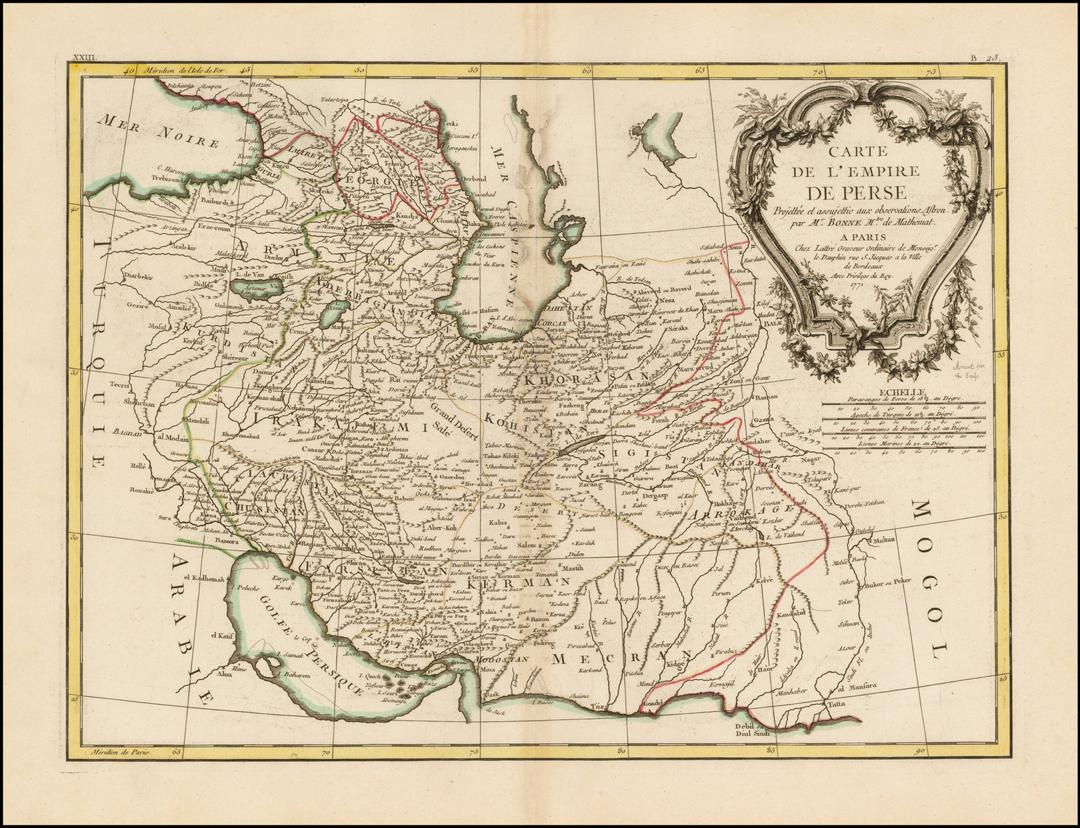
1771년에 리고베르 본이 프랑스 파리에서 제작한 지도
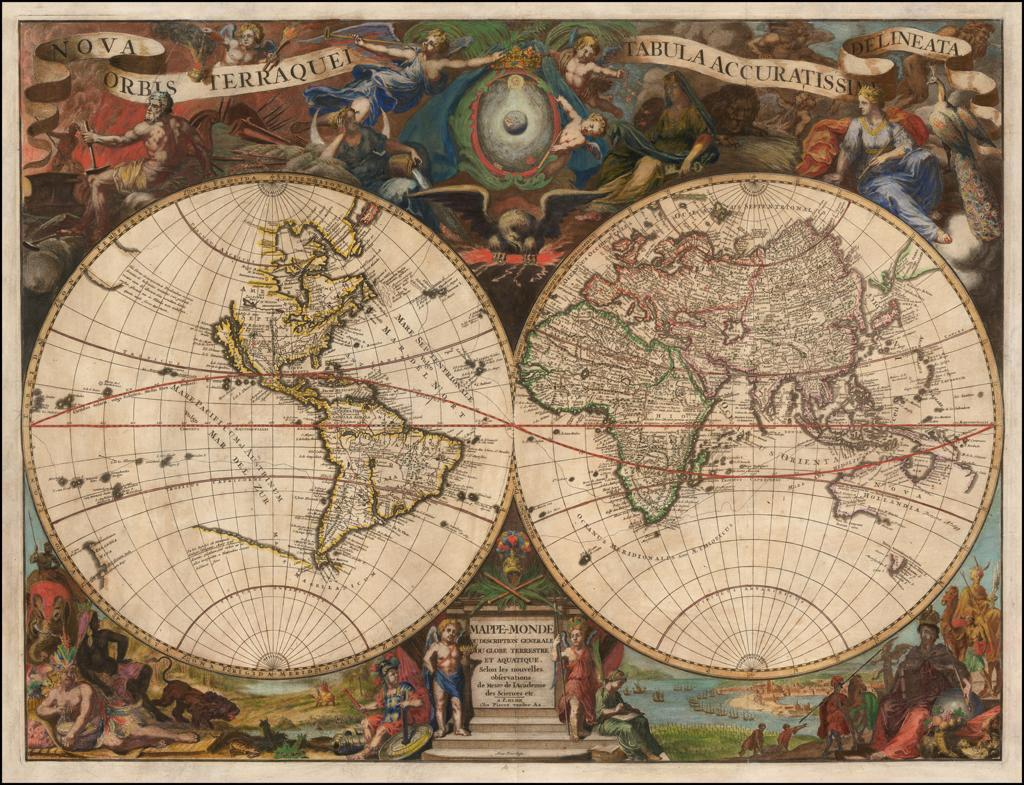
1713년에 피터르 판 데르아가 네덜란드 레이던에서 제작한 지도
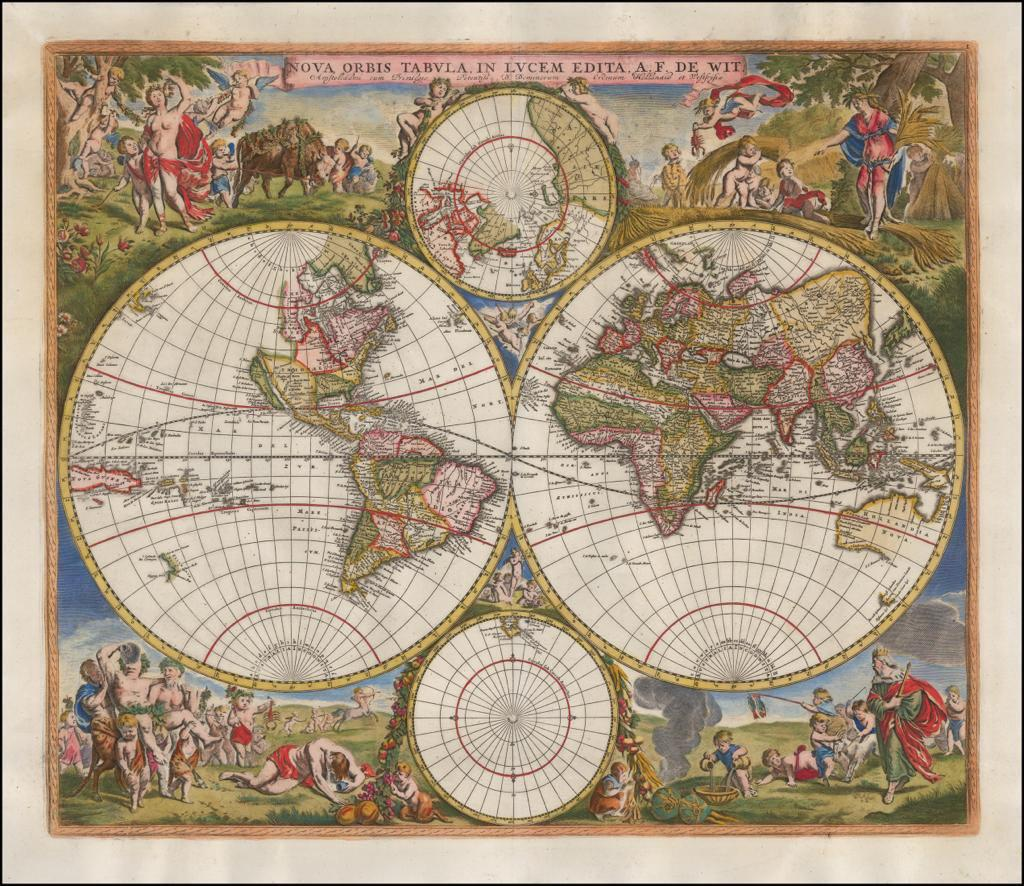
1680년경에 프레데릭 더 빗이 제작한 지도
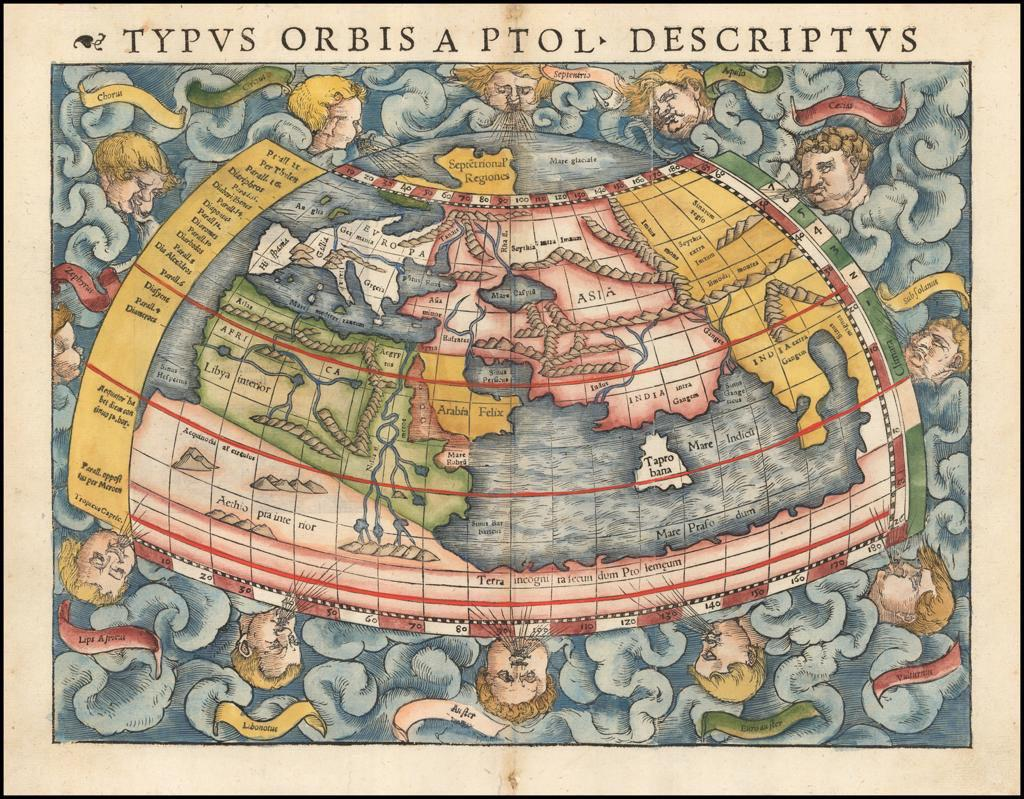
1842년에 제바스티안 뮌스터바즐레가 제작한 지도
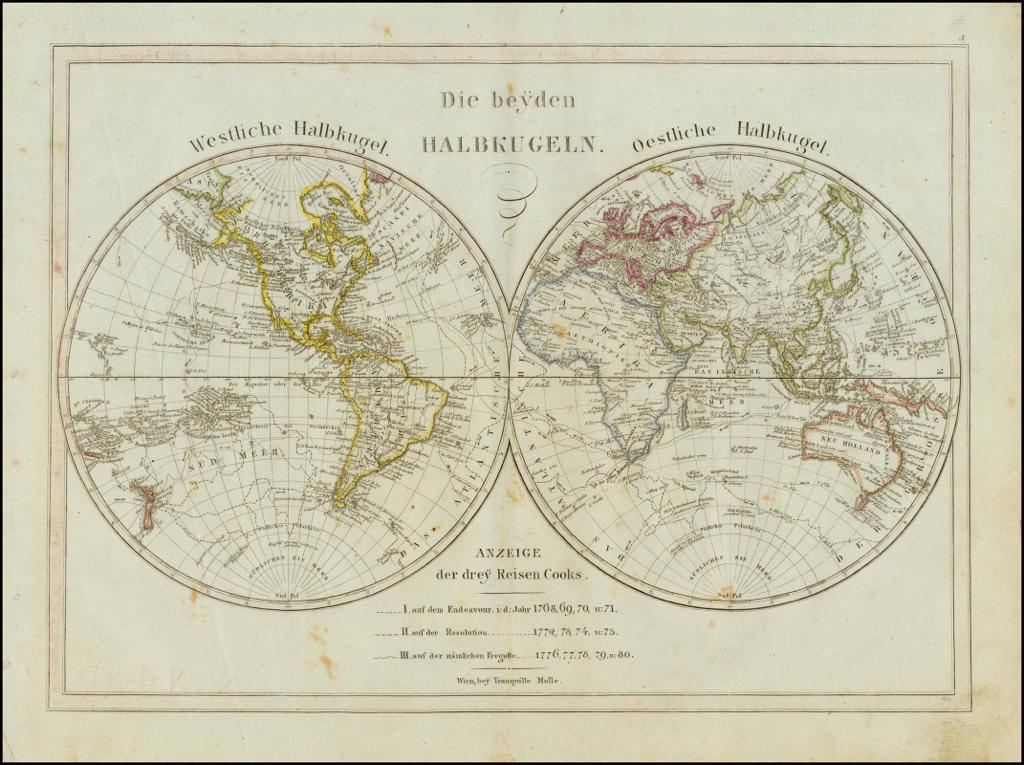
1790년에 오스트리아 빈에서 《2개의 반구》를 주제로 하여 제작된 지도
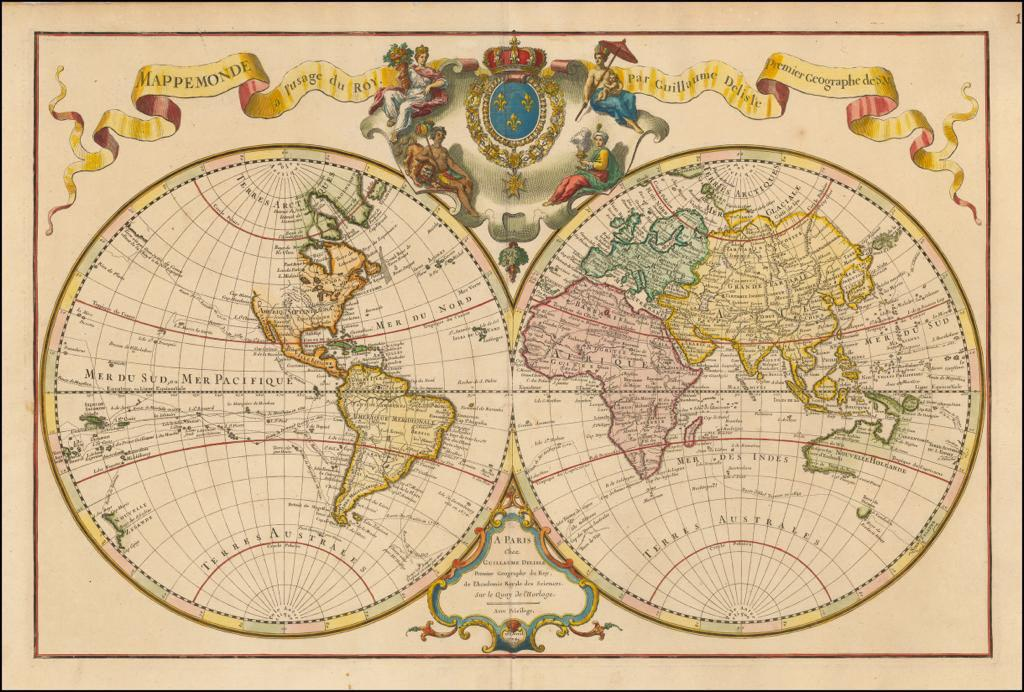
1720년에 기욤 델리즐이 제작한 지도
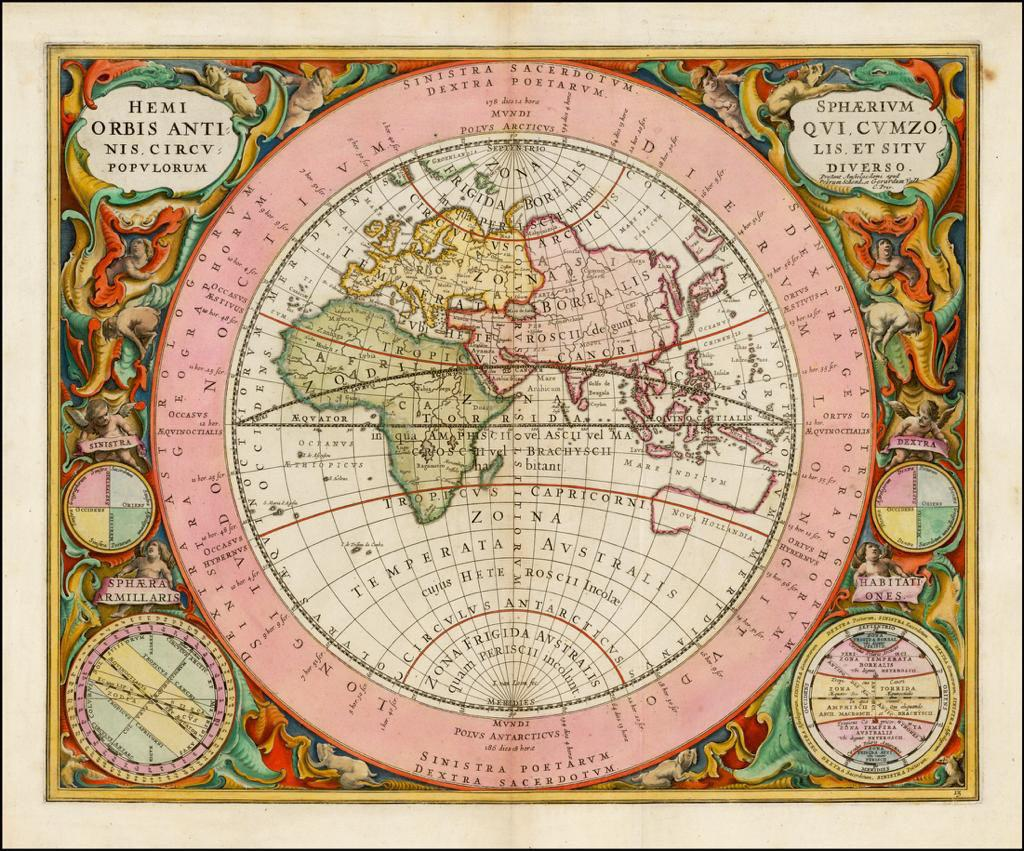
1660년에 네덜란드 암스테르담에서 《구세계의 반구와 서로 다른 동그라미 속의 공간》을 주제로 하여 제작된 지도
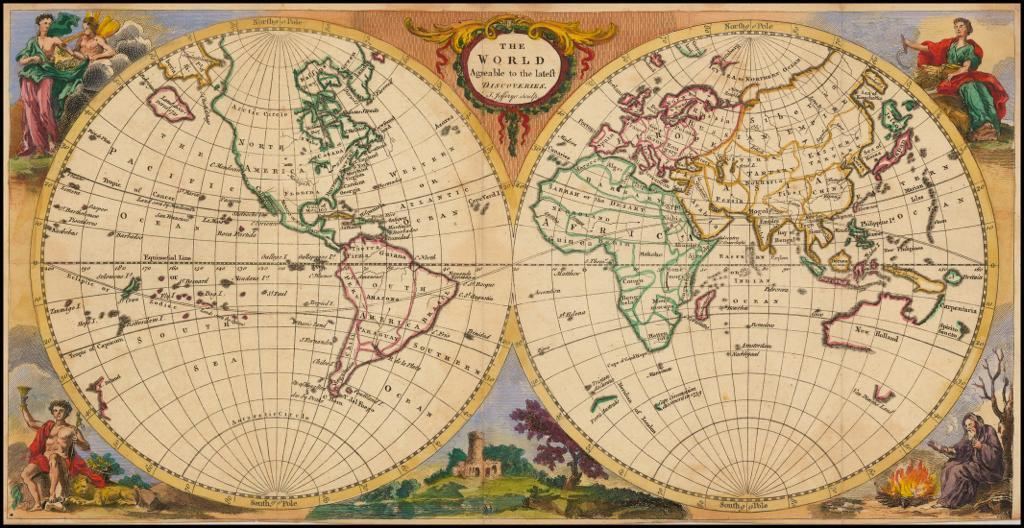
1754년에 영국 런던에서 《최근의 발견에 동의하는 세계》를 주제로 하여 제작된 지도
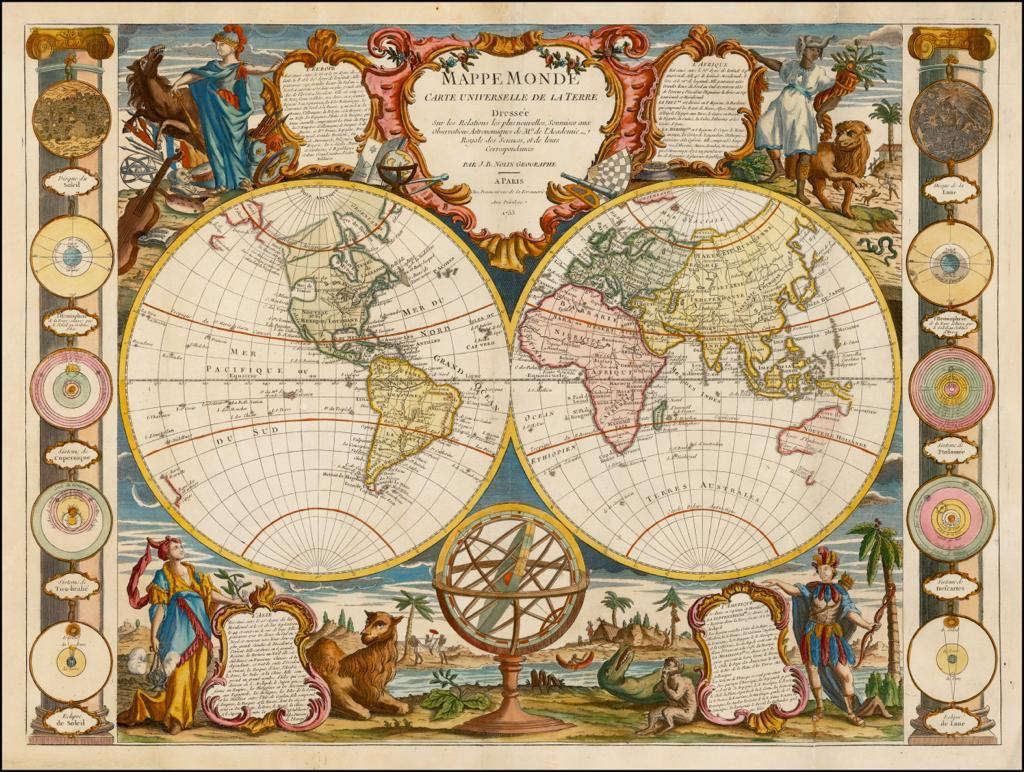
1755년에 프랑스 파리에서 《새로운 관계에 그려진 세계 지도 천문 관측을 전제로 한 지구》를 주제로 하여 제작된 지도
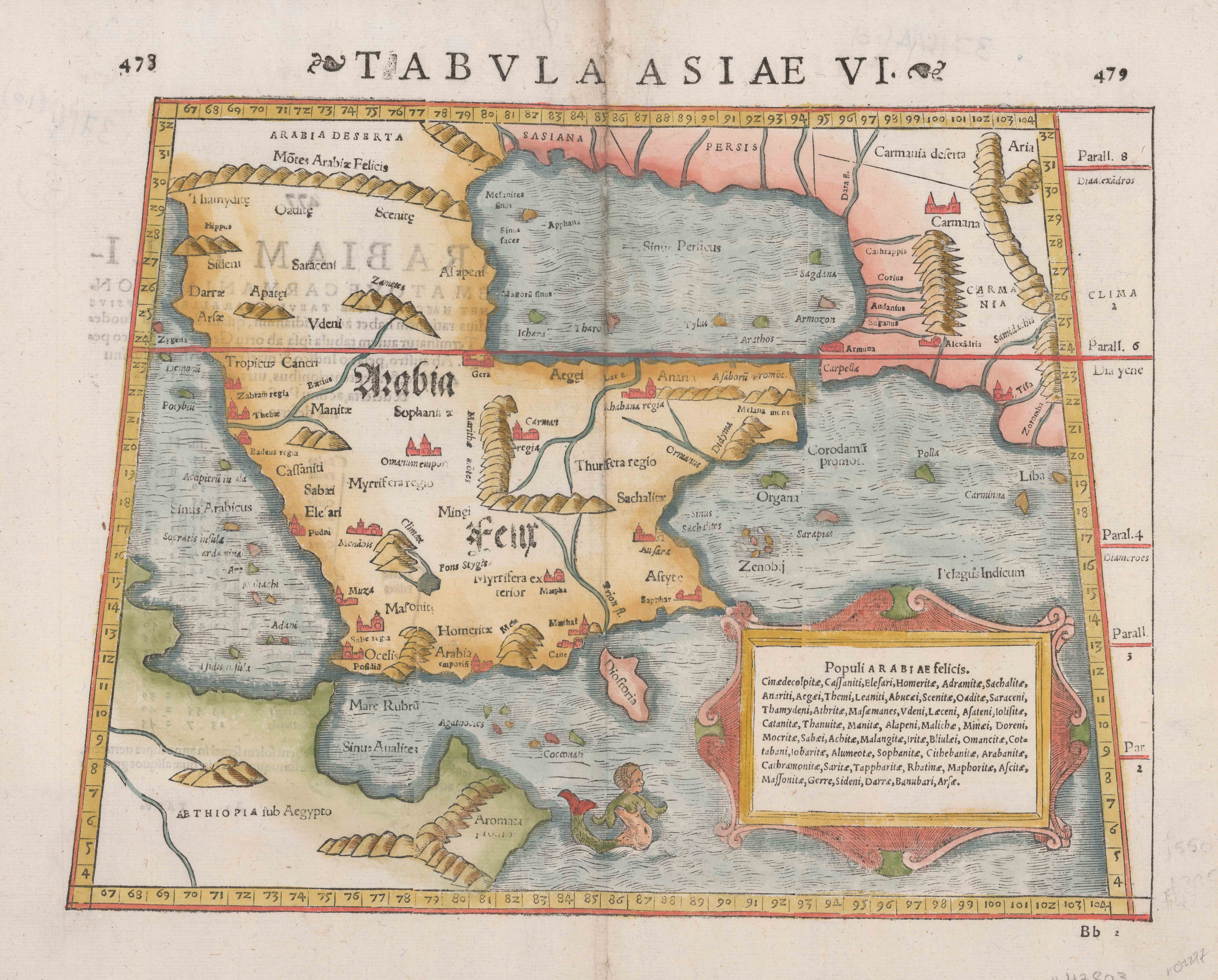
《페르시아, 카스피해, 차르의 승인, 독립된 타타르족의 일부》를 주제로 하여 제작된 지도
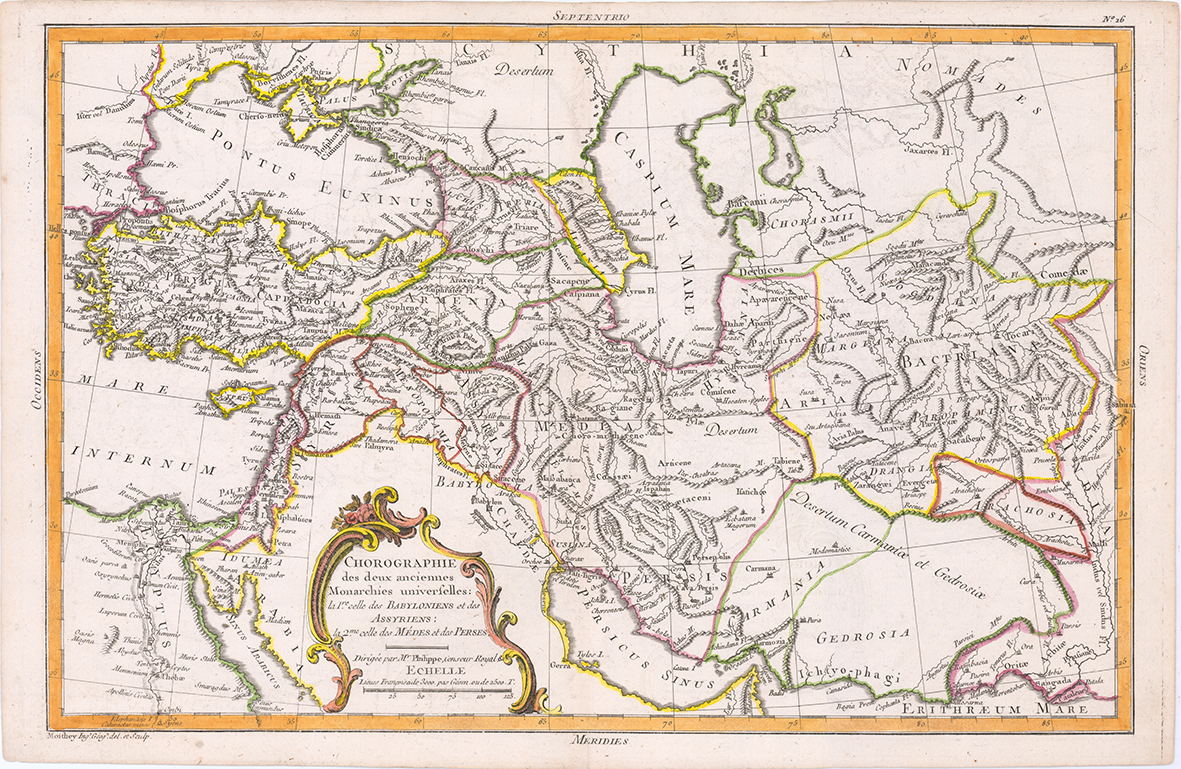
1787년에 프랑스에서 제작된 중동 지도
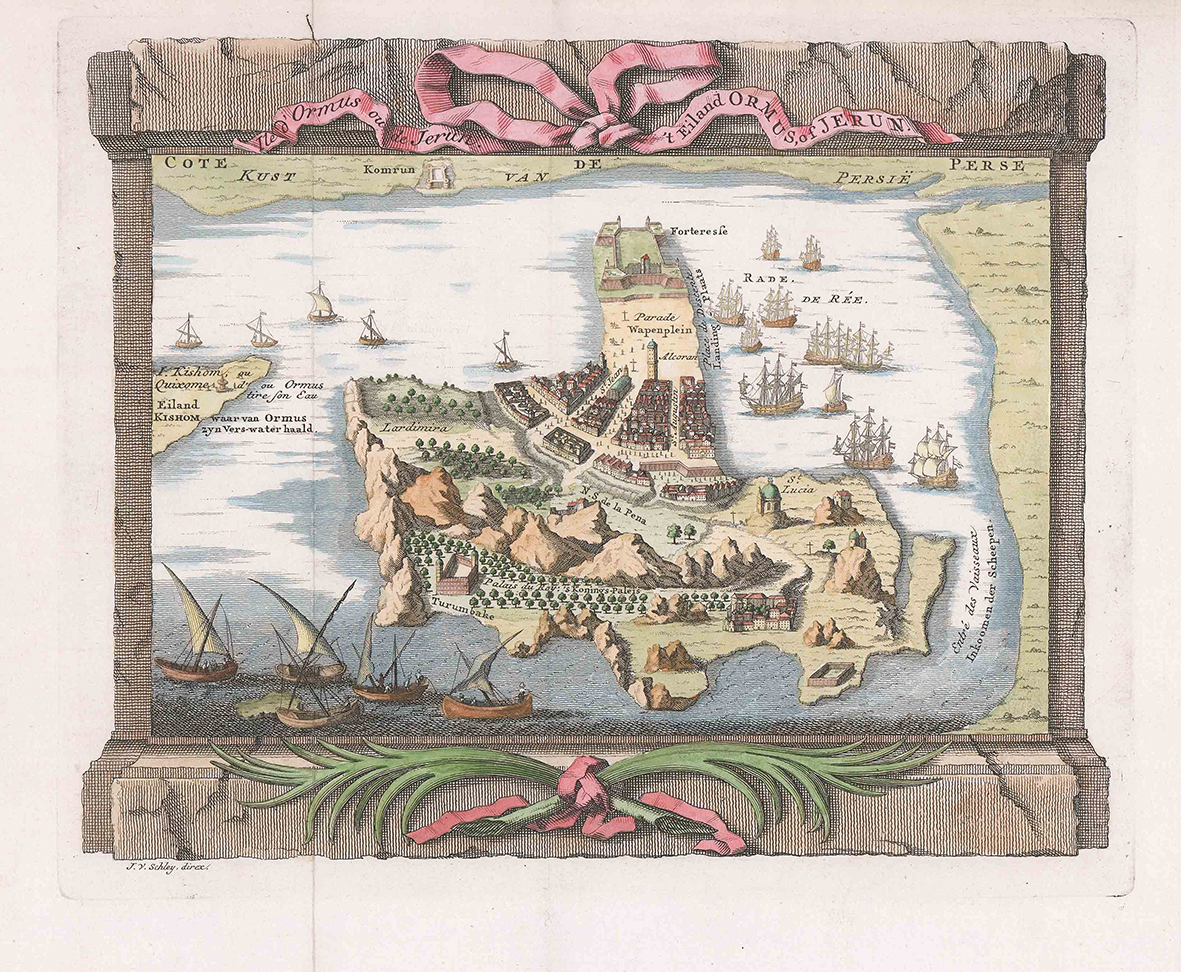
1756년에 독일 베를린에서 페르시아 제국과 호르무즈 해협을 주제로 하여 제작된 지도
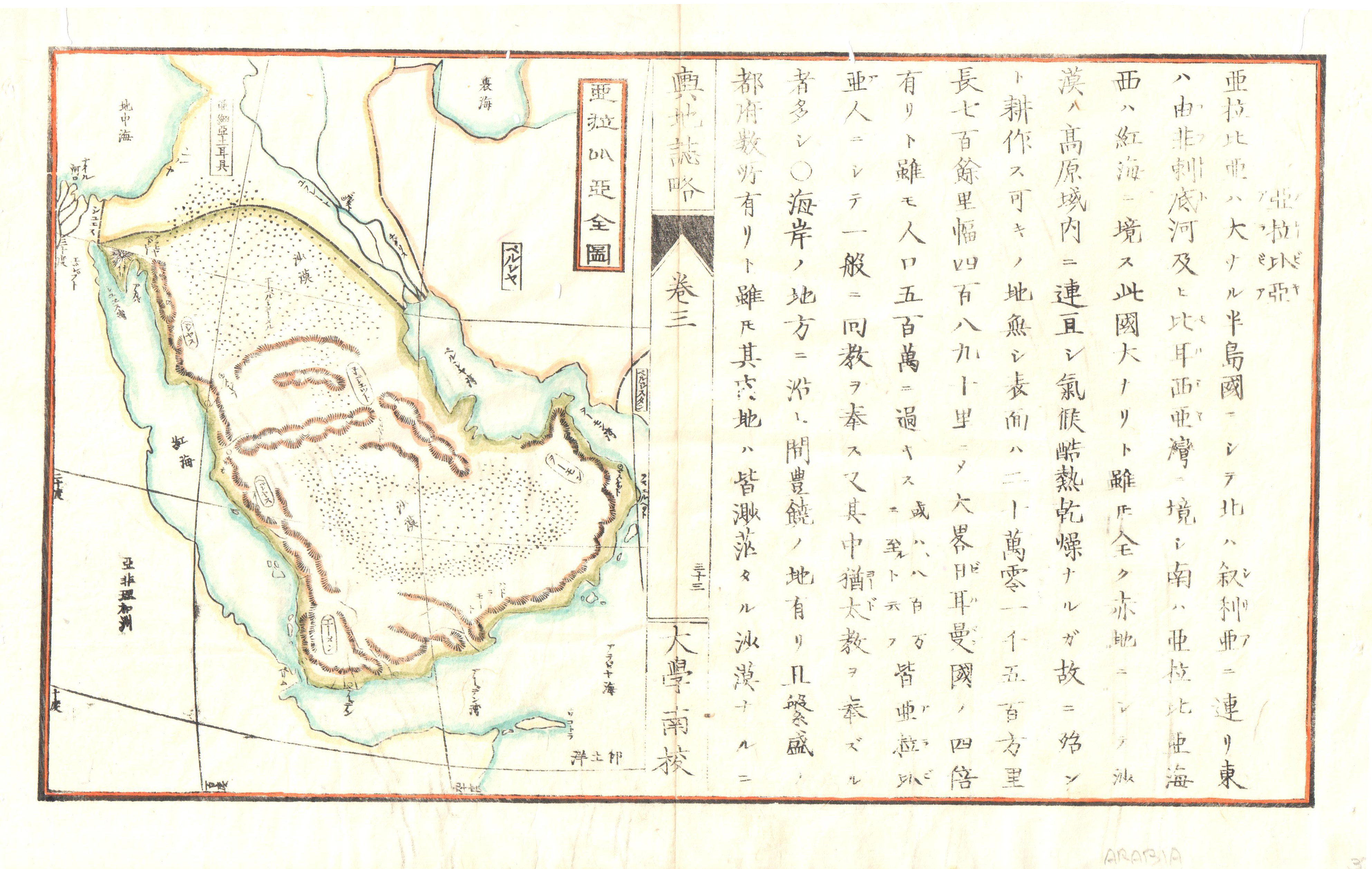
1874년에 일본에서 제작된 사우디아라비아 지도
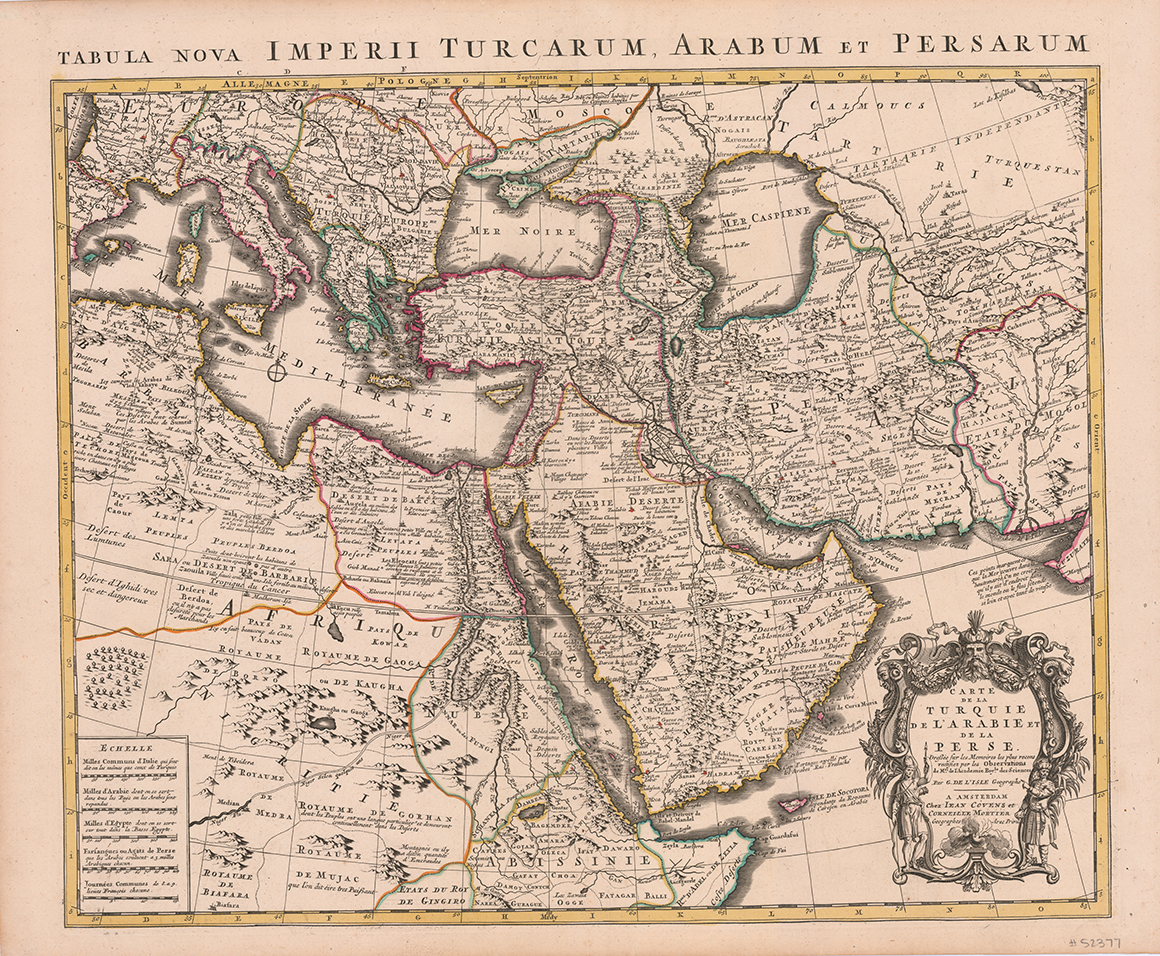
1720년에 암스테르담 아카데미에서 제작한 아라비아, 페르시아, 오스만 제국 지도

### 그 외의 명칭

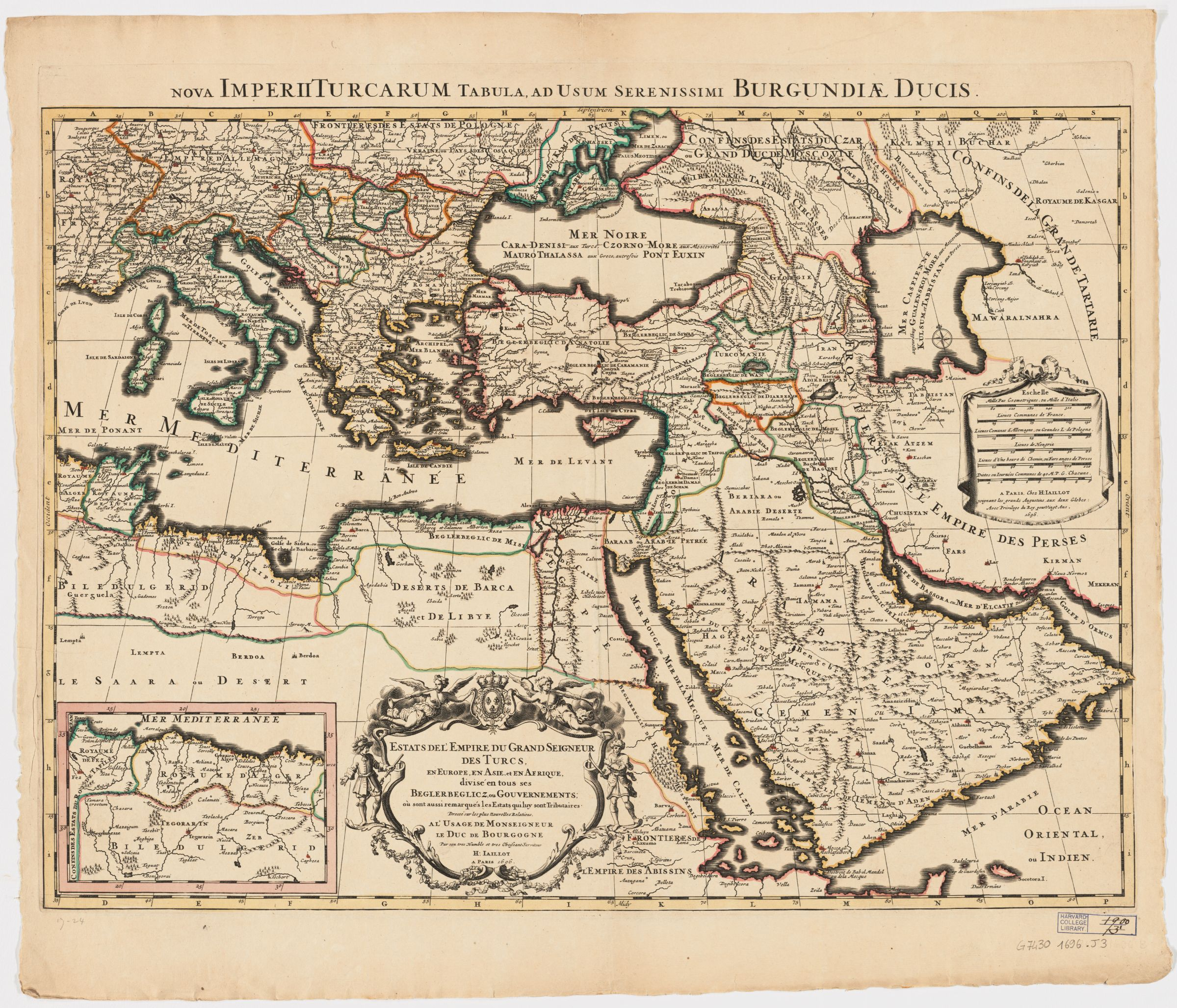
1600년에 제작된 오스만 제국의 지도에서 "바스라만" 또는 "카티프해"라고 언급된 페르시아만
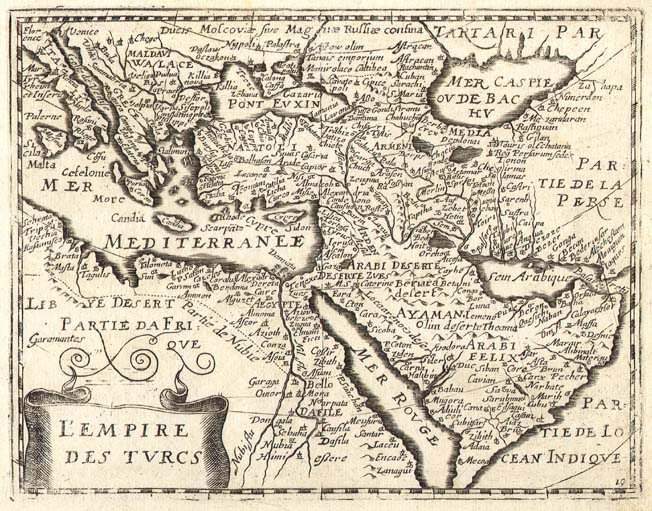
17세기에 제작된 프랑스의 지도에서 "아라비아의 가슴"이라고 언급된 페르시아만
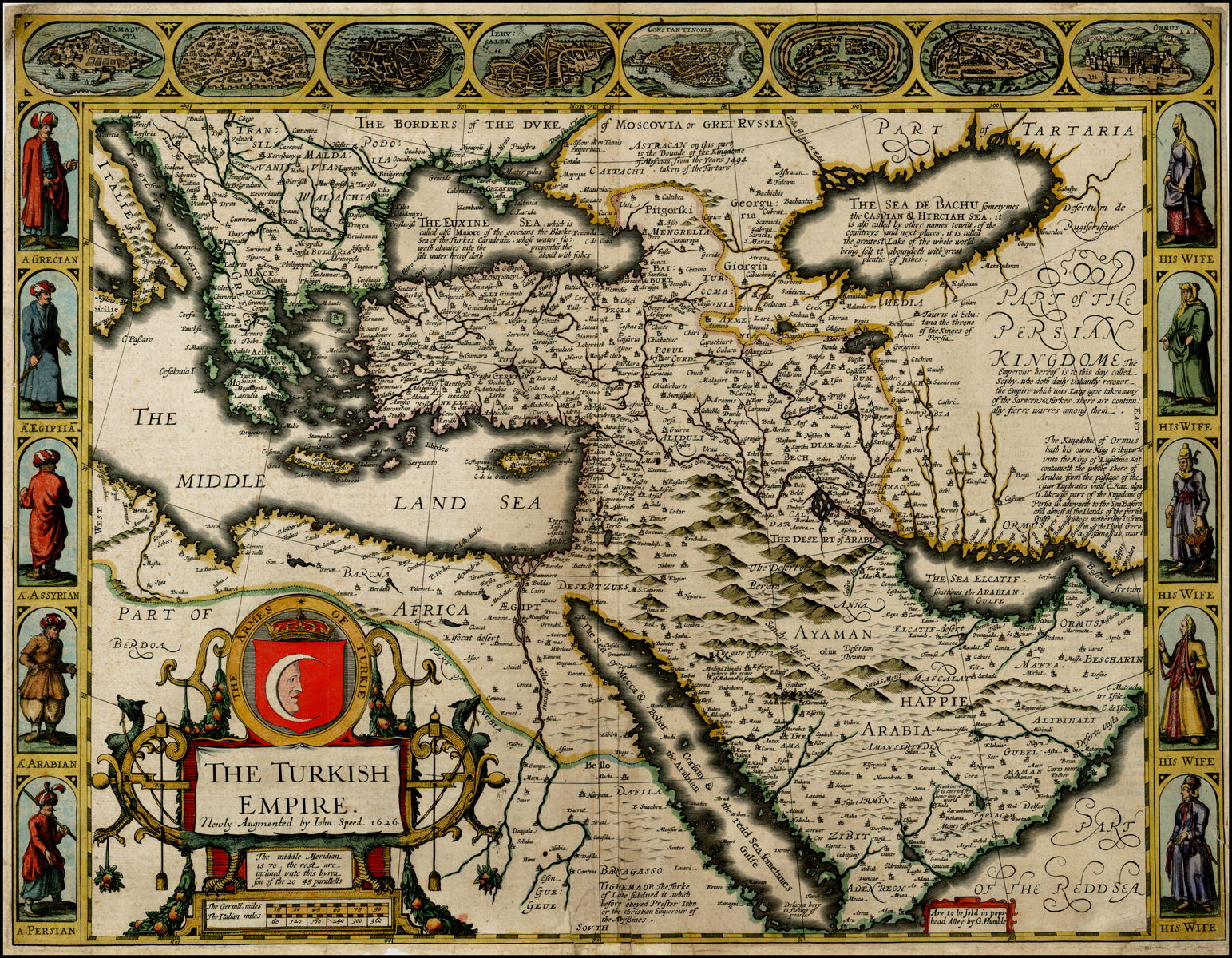
1626년에 존 스피드가 제작한 지도에서 "카티프해"라고 언급된 페르시아만. 이 지도에서 홍해는 "아라비아만"이라고 언급되었다.
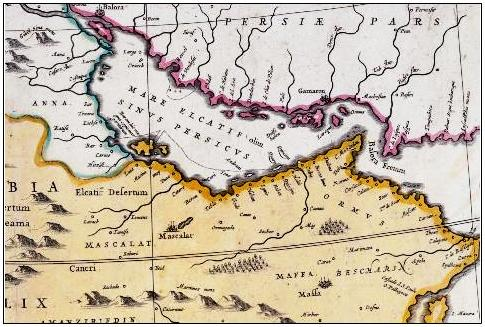
17세기에 요한네스 얀소니우스가 제작한 지도에서 "카티프해, 옛 페르시아만"이라고 언급된 페르시아만
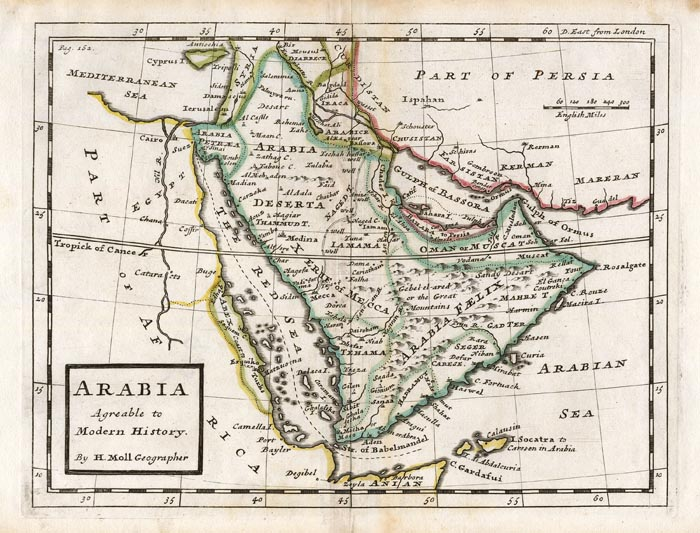
1717년에 허먼 몰이 제작한 지도에서 "바스라만"이라고 언급된 페르시아만
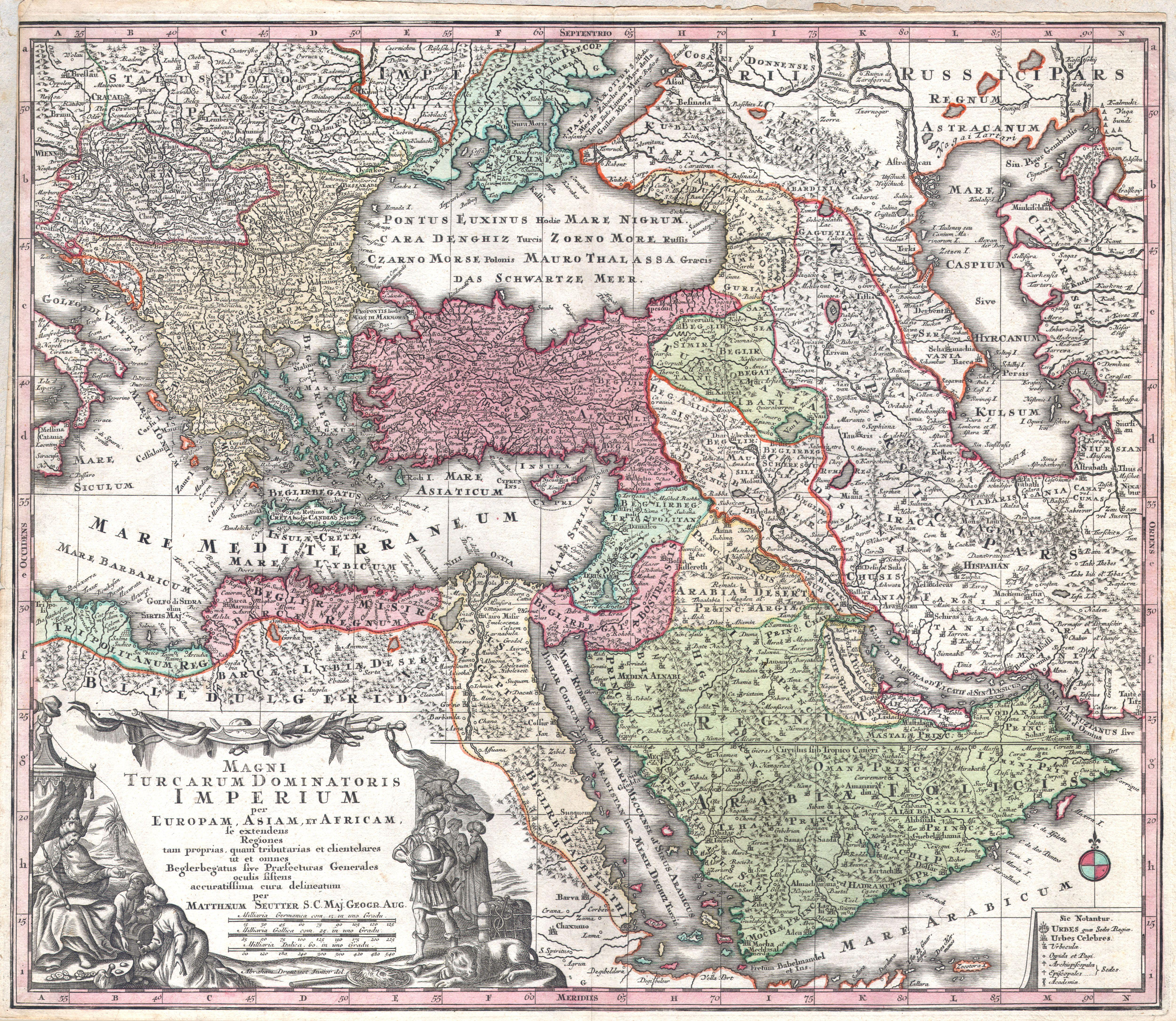
1730년에 마테우스 조이터가 제작한 오스만 제국 지도에서 "바스라만" 또는 "카티프만", 옛 이름 "페르시아해"라고 언급된 페르시아만. 이 지도에서 홍해는 "아라비아만"이라고 언급되었다.
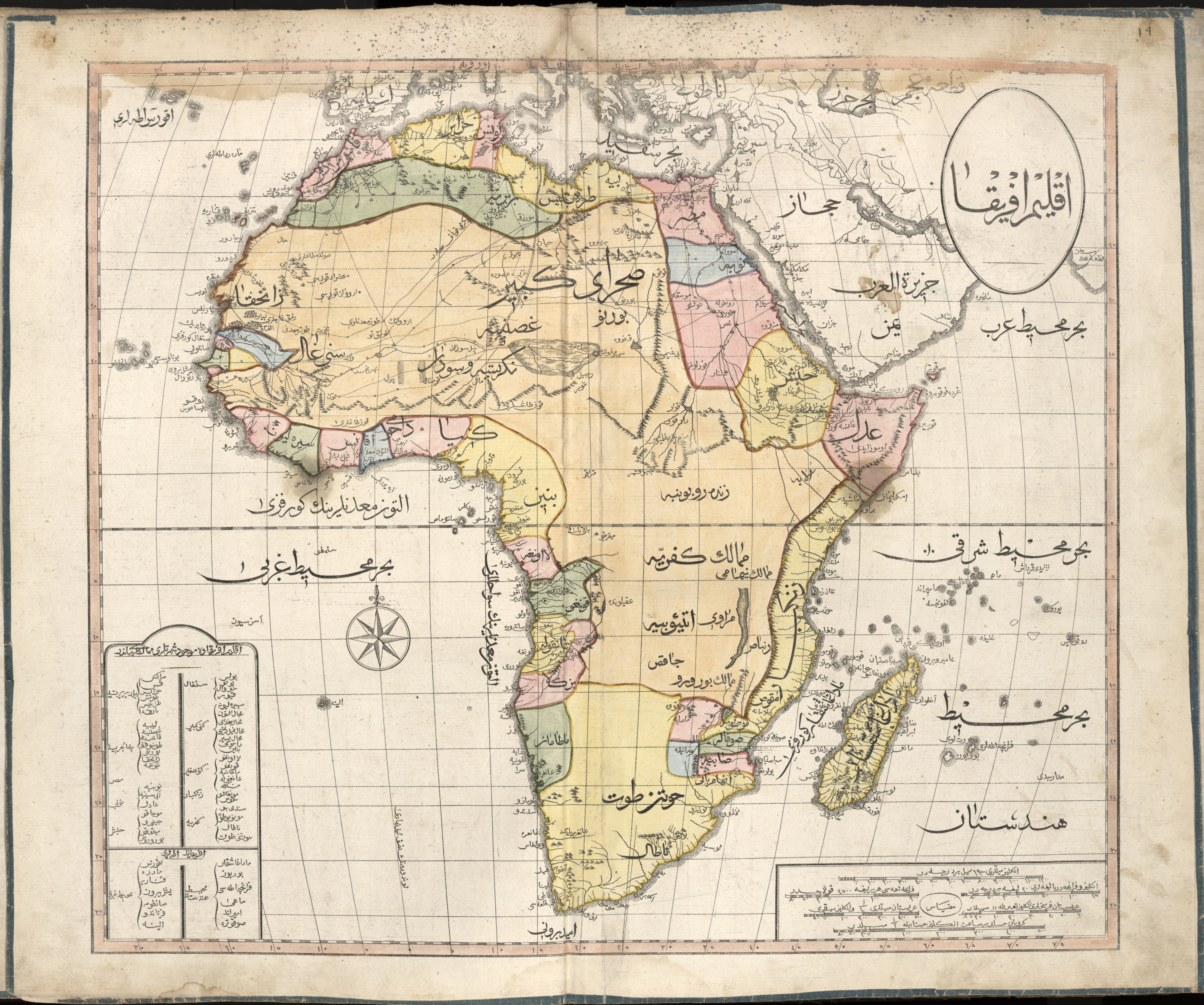
1803년에 제작된 오스만 제국의 지도에서 "바스라만"이라고 언급된 페르시아만

## 같이 보기
- 동해의 이름에 대한 논쟁